# Voie verte Trans-Ardennes
La voie verte Trans-Ardennes est une piste cyclable utilisant les anciens chemins de halage le long de la Meuse, de Givet à Mouzon. La partie de Givet à Charleville-Mézières (plus précisément Montcy-Notre-Dame) a été ouverte en 2008. Elle a été élue « Piste cyclable Européenne 2010 » par le jury du salon néerlandais « Fiets en Wandelbeurs » (salon des vacances à pied et à vélo). En 2016 cette voie verte a été prolongée de 38 km jusqu’à Remilly-Aillicourt, au sud de Sedan puis de 9,7 km jusqu'à Mouzon  en 2018 pour un total de 130 km.

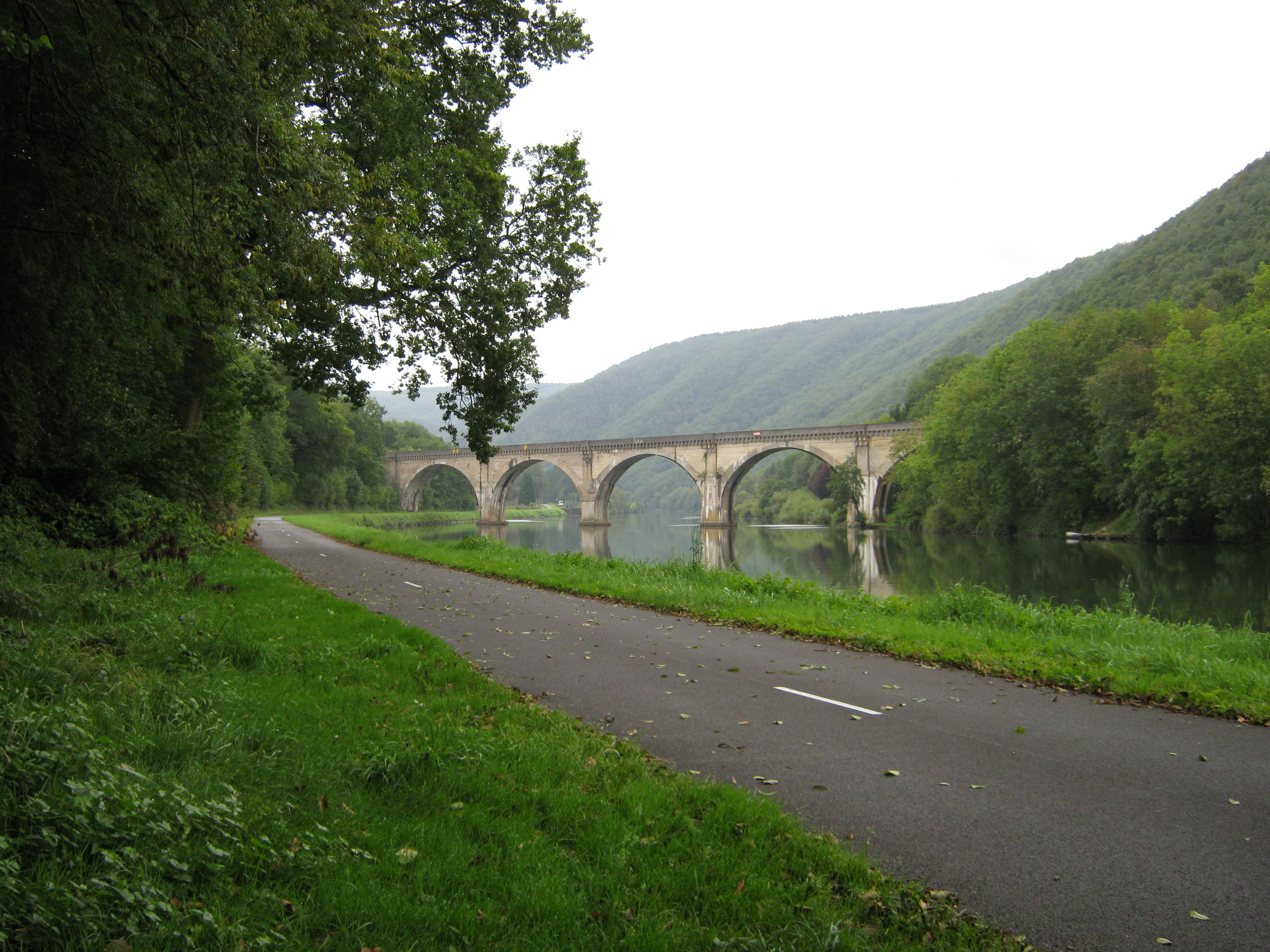
Pont de Chemin de Fer à Anchamps

La voie verte fait partie de la véloroute européenne EuroVelo 19.

## Historique
À l'initiative du Conseil général des Ardennes a été créée en 2002 une voie sur berge suivant le tracé de l'ancien chemin de halage de La Meuse, reliant Montcy-Notre-Dame à Nouzonville. Cette opération fut un succès touristique, et il fut décidé de l'aménagement des berges de Nouzonville à Givet, terminé en 2008, pour un coût total de 12 millions d'euros.
Le nombre d'usagers comptabilisés en 2015 est de 185 961.

## Tracé
- Givet > Chooz (5 km)
- Chooz > Ham-sur-Meuse (4 km)
  - Cette section ne suit plus les berges de La Meuse mais coupe son méandre (dénivelé de 39 m) Pour ainsi contourner la centrale nucléaire de Chooz.
- Ham-sur-Meuse > Vireux-Wallerand (6,5 km)
- Vireux-Wallerand > Haybes (10 km)
- Haybes > Fumay (3 km)
- Fumay > Revin (12,5 km) 
  - Cette section comporte un tunnel emprunté par la voie verte ainsi que par le canal de la Meuse.
- Revin > Monthermé (18,5 km)
  - Sur la rive gauche de la Meuse, on peut voir les villages non traversés par la voie verte tels que Anchamps, Laifour ou encore Deville.
  - Jonction à Monthermé avec la voie verte Trans-Semoysienne.
- Monthermé > Bogny-sur-Meuse (4 km)
  - Sur la rive droite, les Quatre fils Aymon.
- Bogny-sur-Meuse > Joigny-sur-Meuse (6,5 km)
- Joigny-sur-Meuse > Nouzonville (3,5 km)
- Nouzonville > Montcy-Notre-Dame (7 km)
- Montcy-Notre-Dame > Charleville-Mézières (2 km)
- Charleville-Mézières > Lumes (6,2 km)
- Lumes > Nouvion-sur-Meuse (6,6 km)
- Nouvion-sur-Meuse > Donchery (6,6 km)
  - Sur cette section, l'embranchement du Canal des Ardennes avec une courte section aménagée sur son chemin de halage (0,9 km) permettant de rejoindre le hameau de Pont-à-Bar. La création de la « voie verte Sud-Ardennes » sur le chemin de halage de ce canal jusqu'à Brienne-sur-Aisne (en limite départementale) par Rethel avec un embranchement jusqu'à Vouziers, soit un total de 110 km, est programmée[7].
- Donchery > Sedan (7 km)
- Sedan > Remilly-Aillicourt (7,2 km)
  - À l'entrée de Remilly-Aillicourt, se situe la jonction avec la Voie Verte de l'Ennemane.
- Remilly-Aillicourt > Mouzon (9,7 km)

## Villes et villages traversés

### Givet
La voie verte commence à côté du square Albert 1er, sur la rive droite de la Meuse. Il existe une jonction au Nord de Givet vers le réseau RAVeL belge.

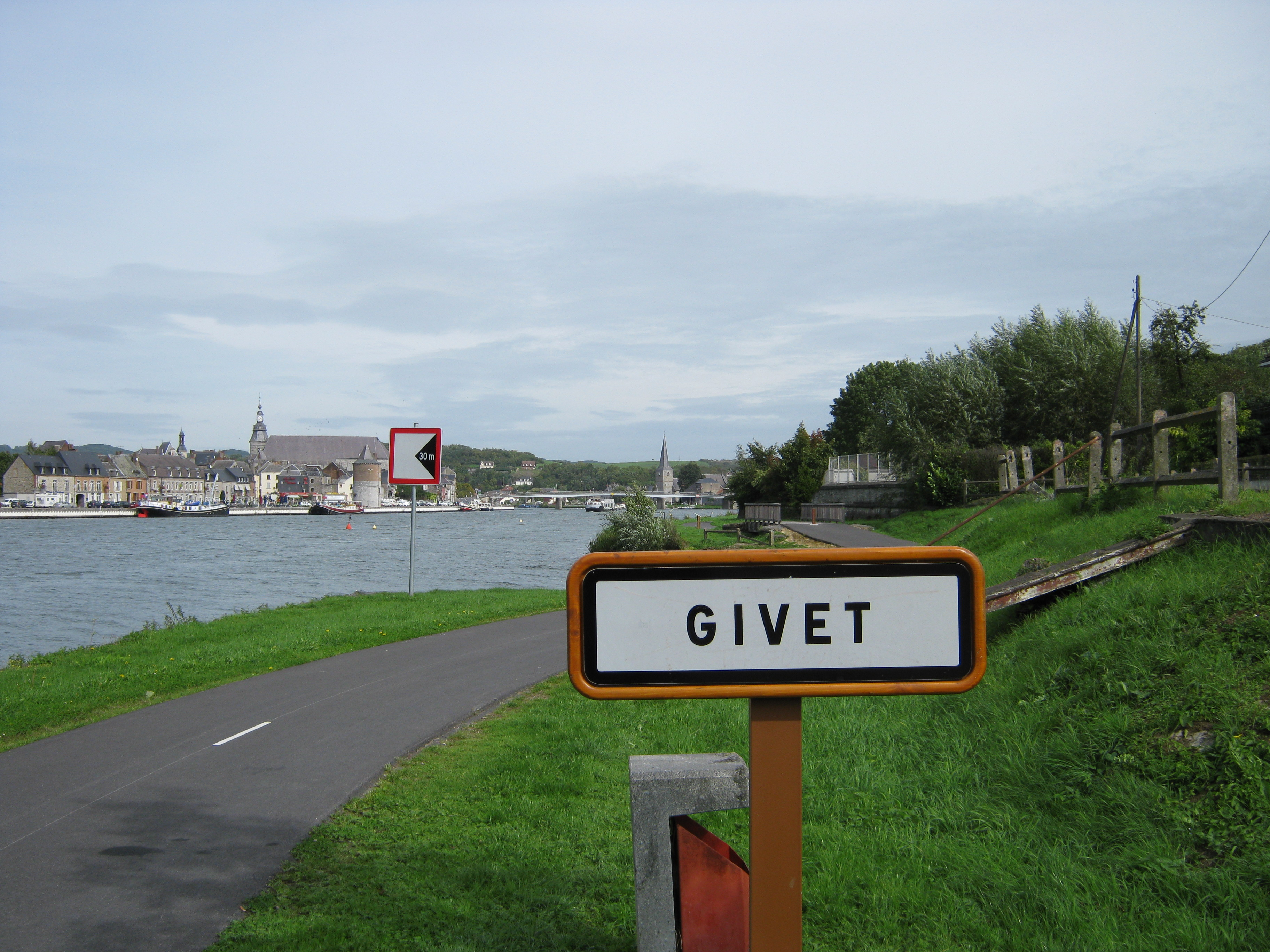
Entrée de Givet en venant du Sud.
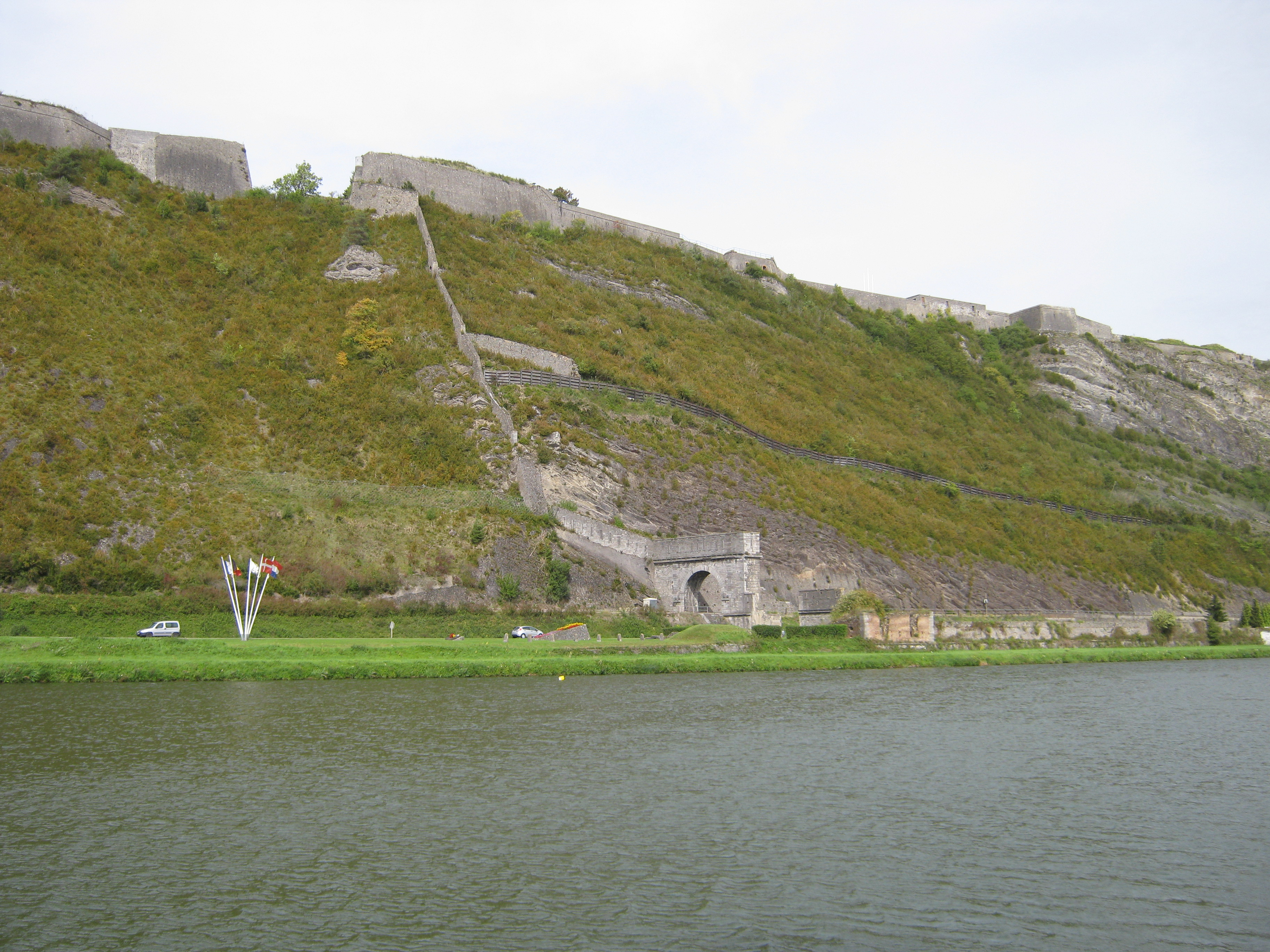
La porte de France et le fort de Charlemont, vus de la voie verte.
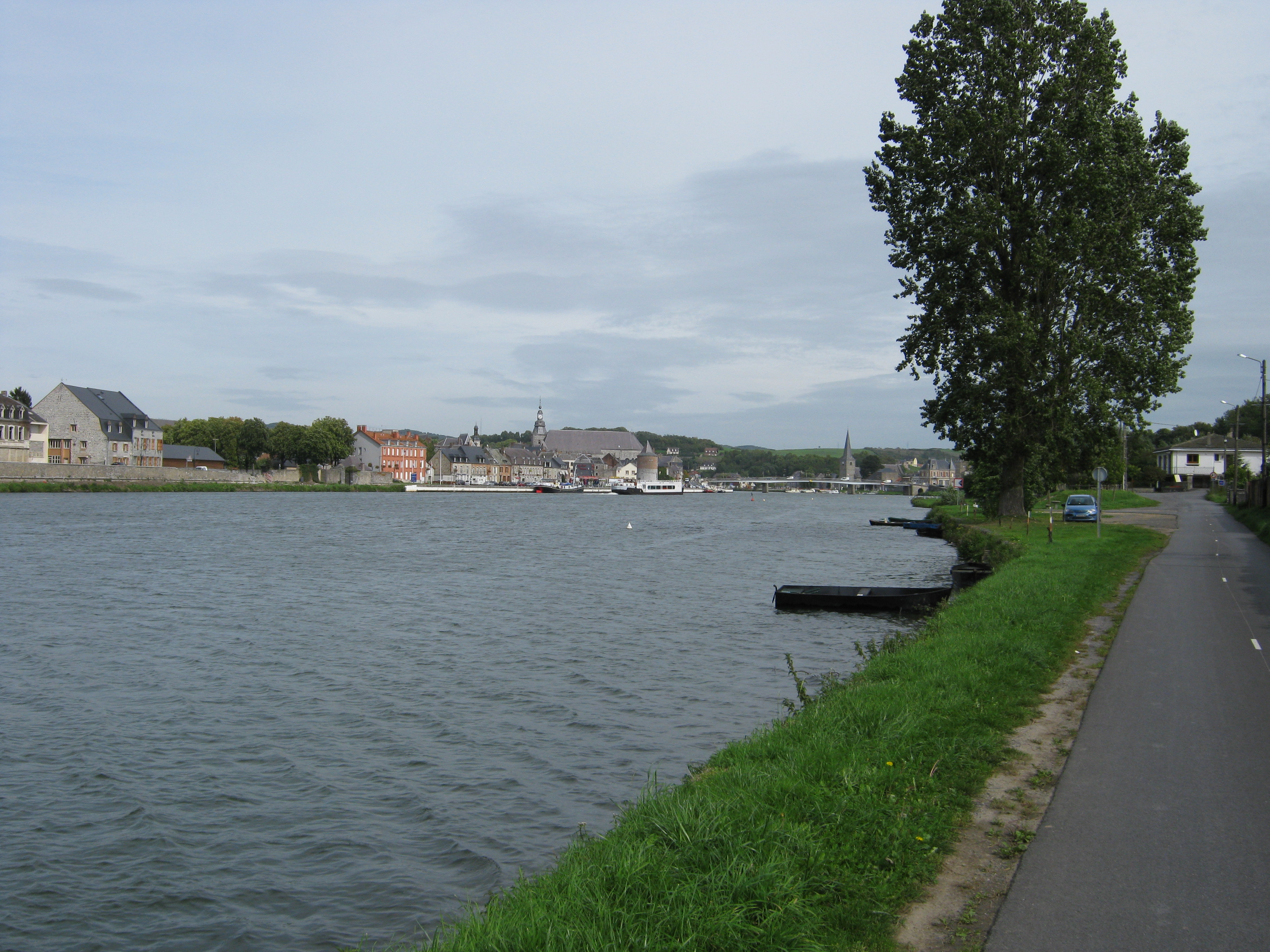
La rive gauche de Givet.

### Chooz
Le village de Chooz possédant une centrale nucléaire, la voie verte était auparavant déviée par la D46 sur 3 kilomètres à travers la boucle. En 2020, un nouveau tronçon a été réalisé permettant de faire le tour de la boucle de la Meuse, en passant aux abords de la centrale.

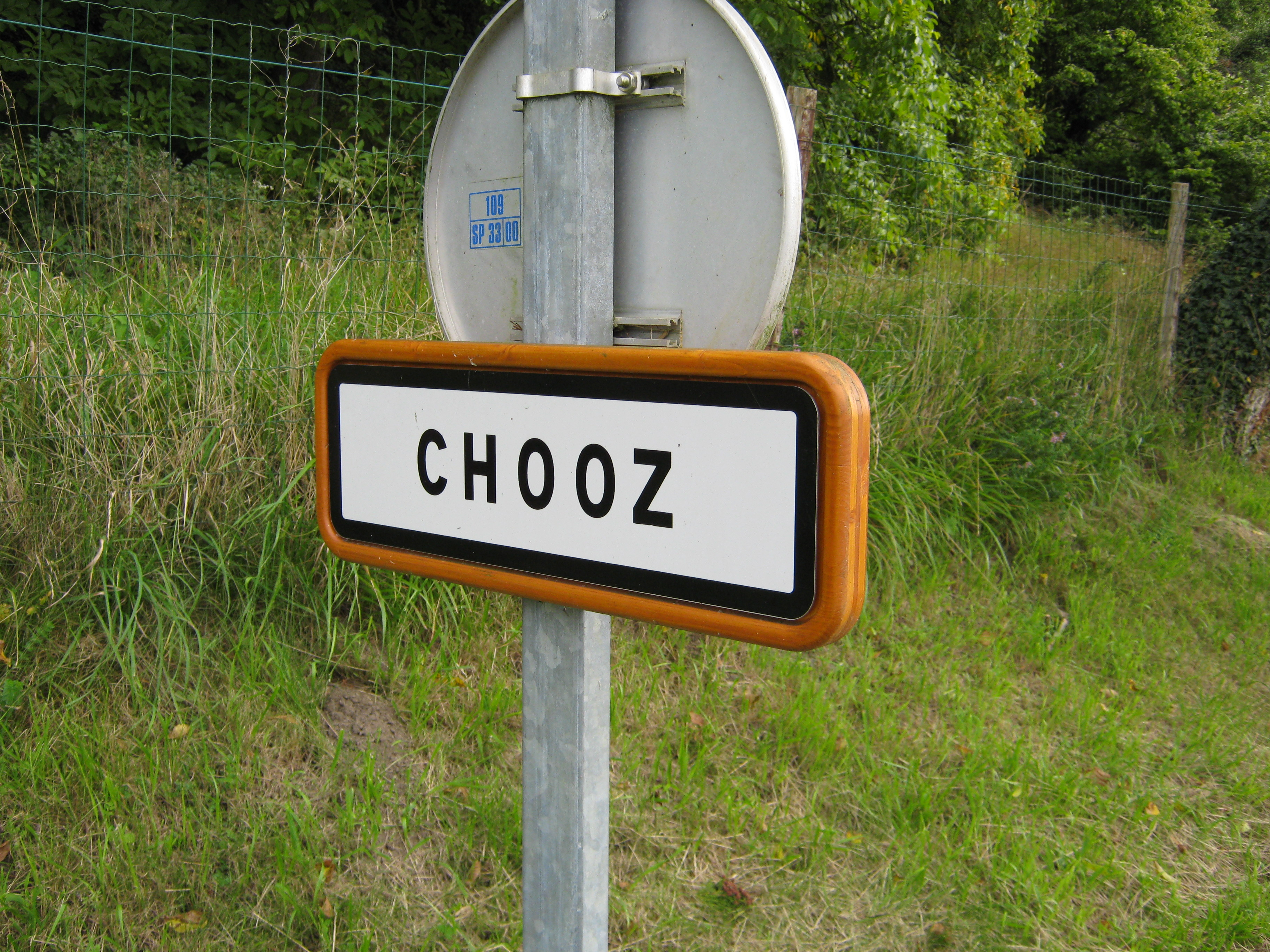
Entrée de Chooz par la voie verte.
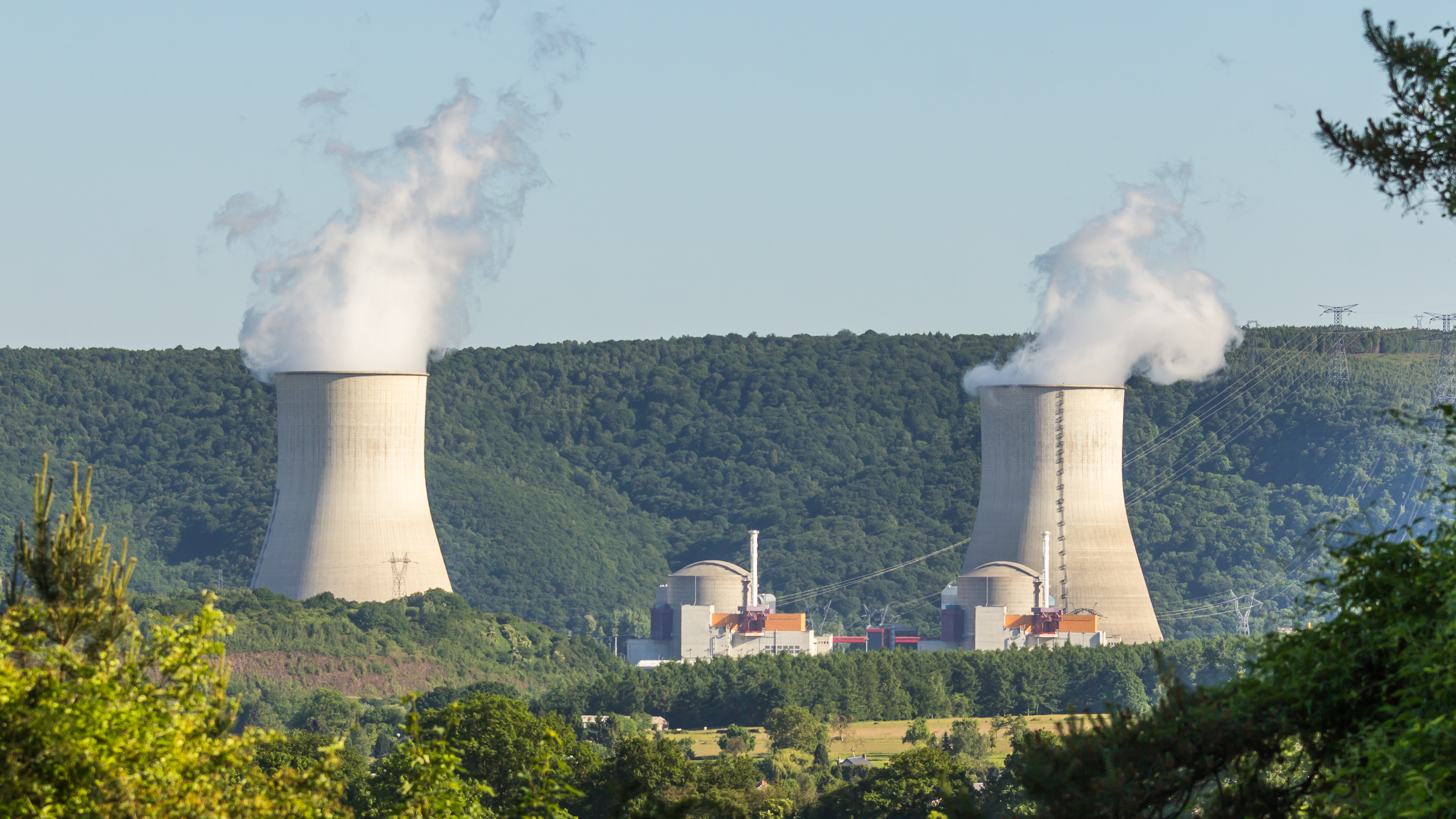
La centrale nucléaire vue de Ham-sur-Meuse, sur la D46.

### Ham-sur-Meuse
À Ham-sur-Meuse, la voie verte retrouve la berge de la rive droite de la Meuse après être passée par le centre du village.

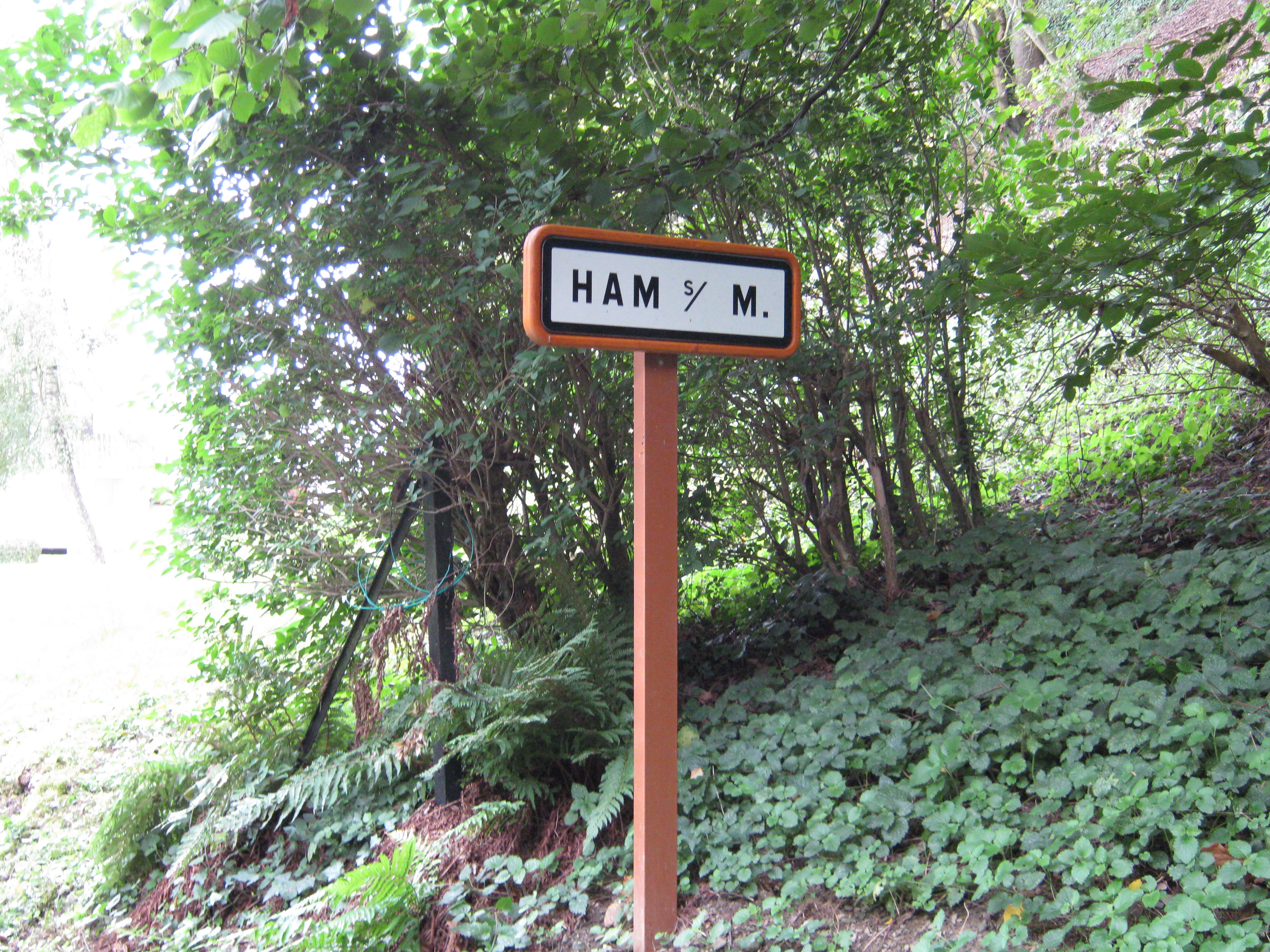
Entrée de Ham-sur-Meuse par la voie verte.
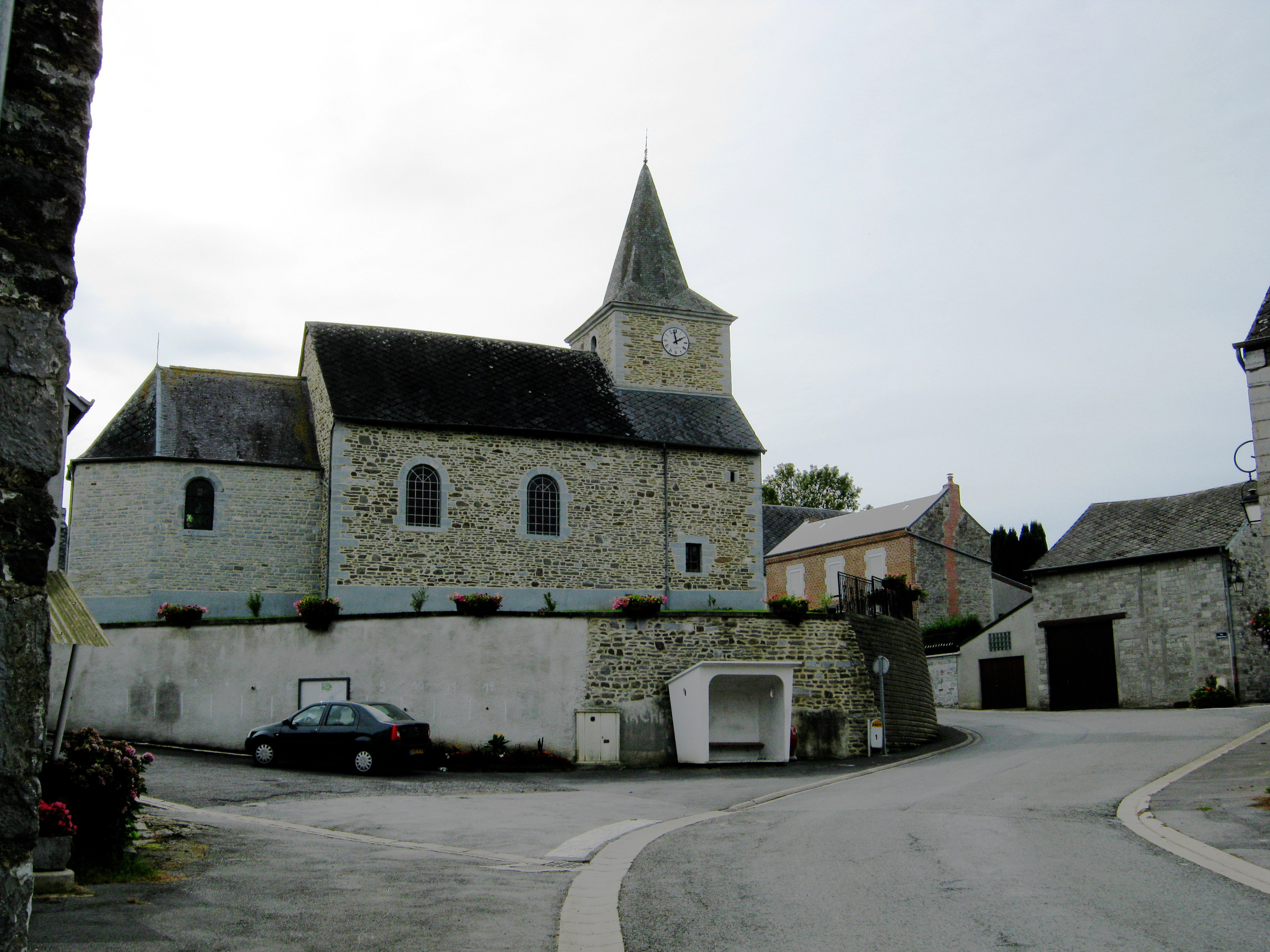
L'église de Ham-sur-Meuse.
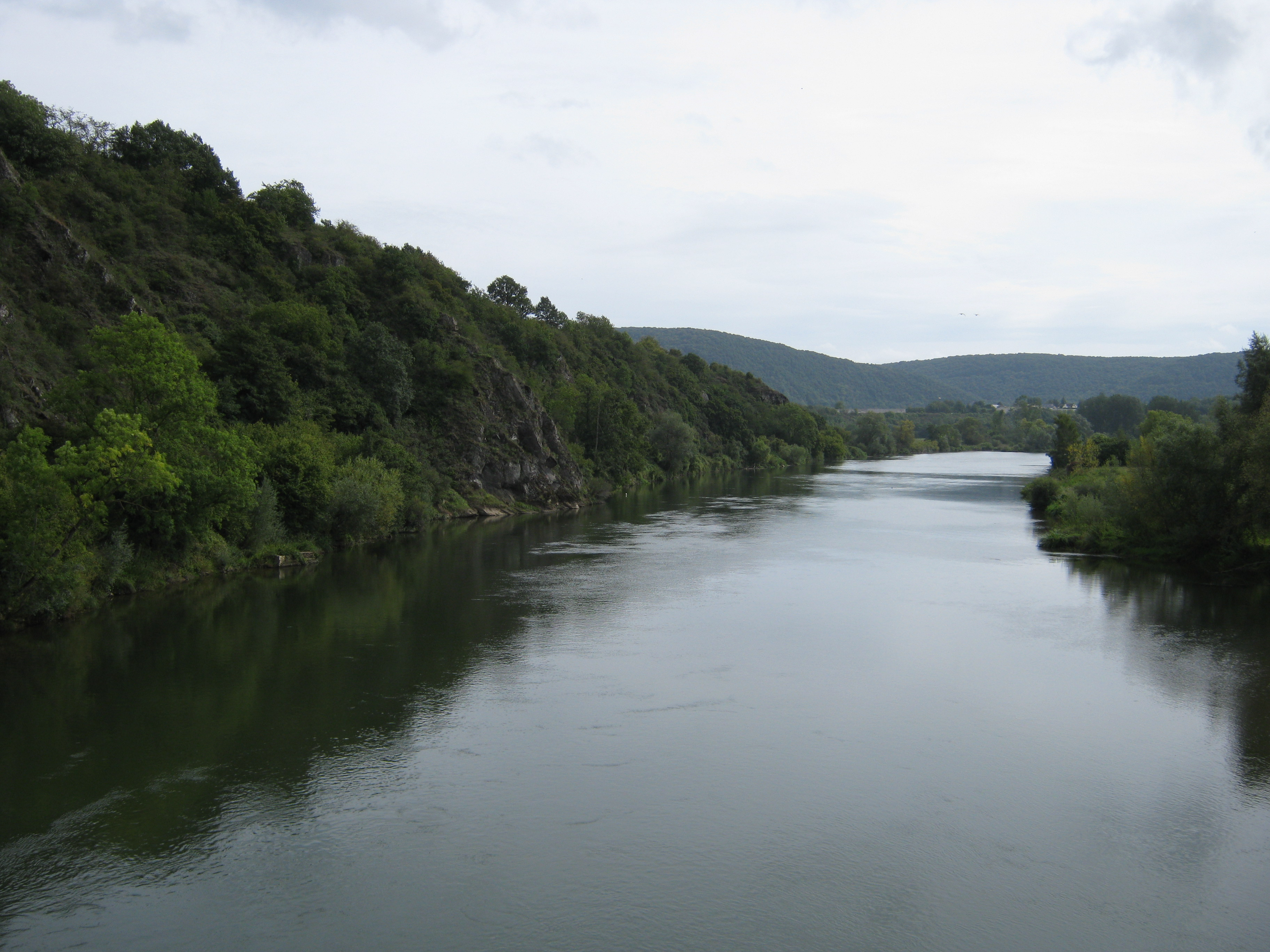
La Meuse vue du pont.
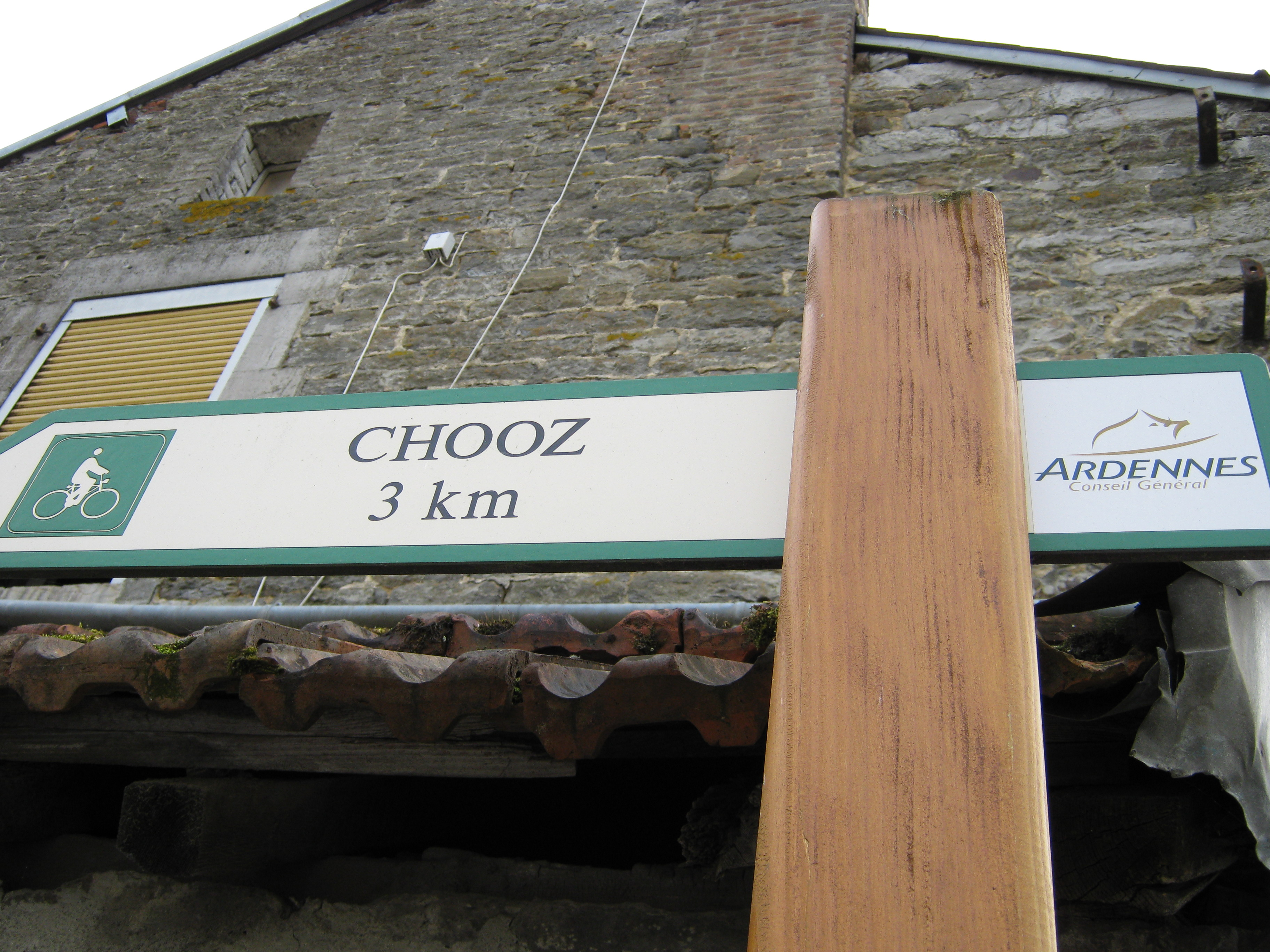
Panneau directionnel de la voie verte.

### Vireux-Wallerand
La voie verte ne traverse que Vireux-Wallerand et non pas Vireux-Molhain. Néanmoins, il est possible d'y accéder via un pont reliant les deux villages.
C'est aussi à Vireux-Wallerand que se situe l'Office de tourisme du Val d'Ardenne.

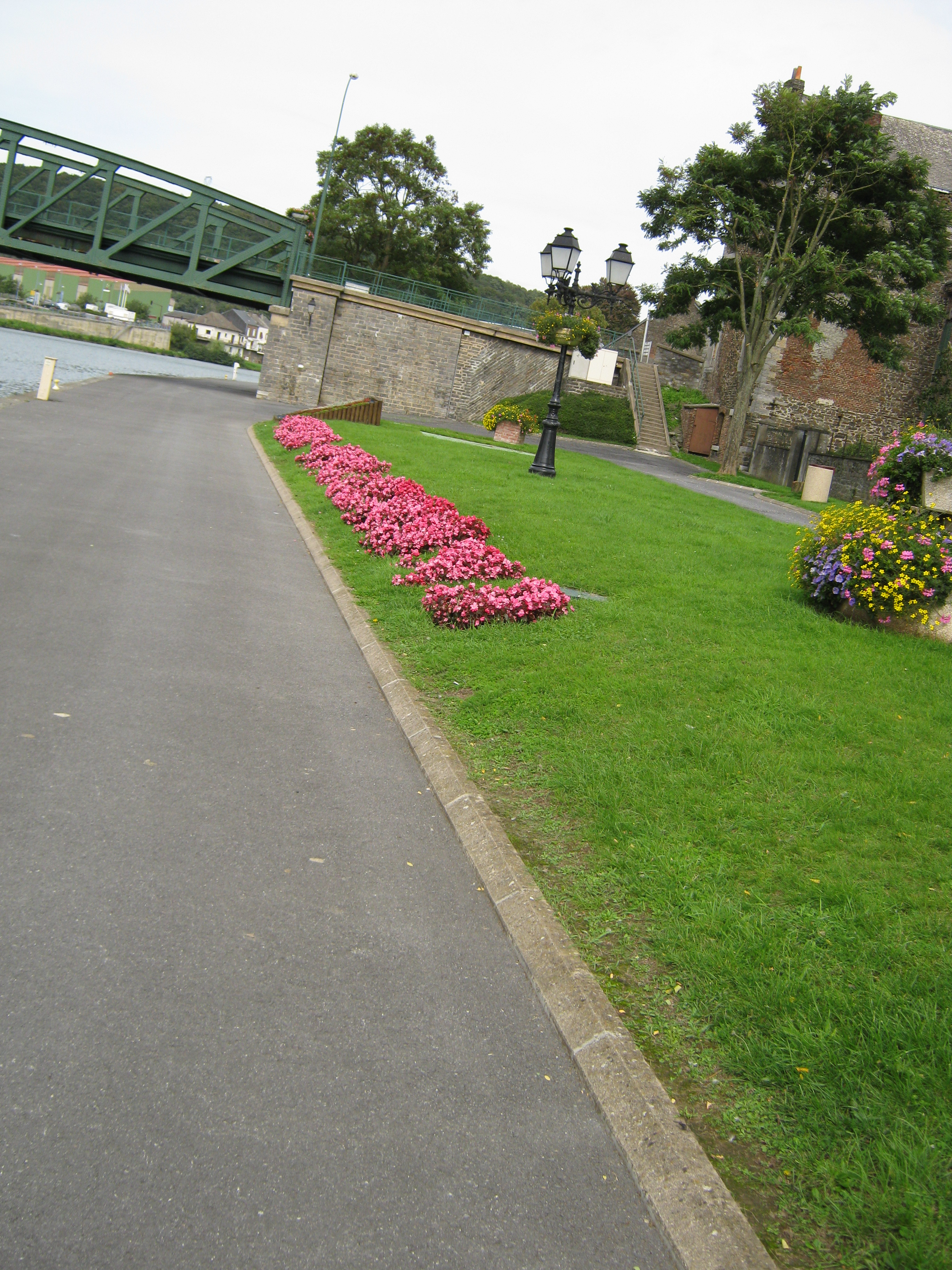
Traversée de Vireux-Wallerand.
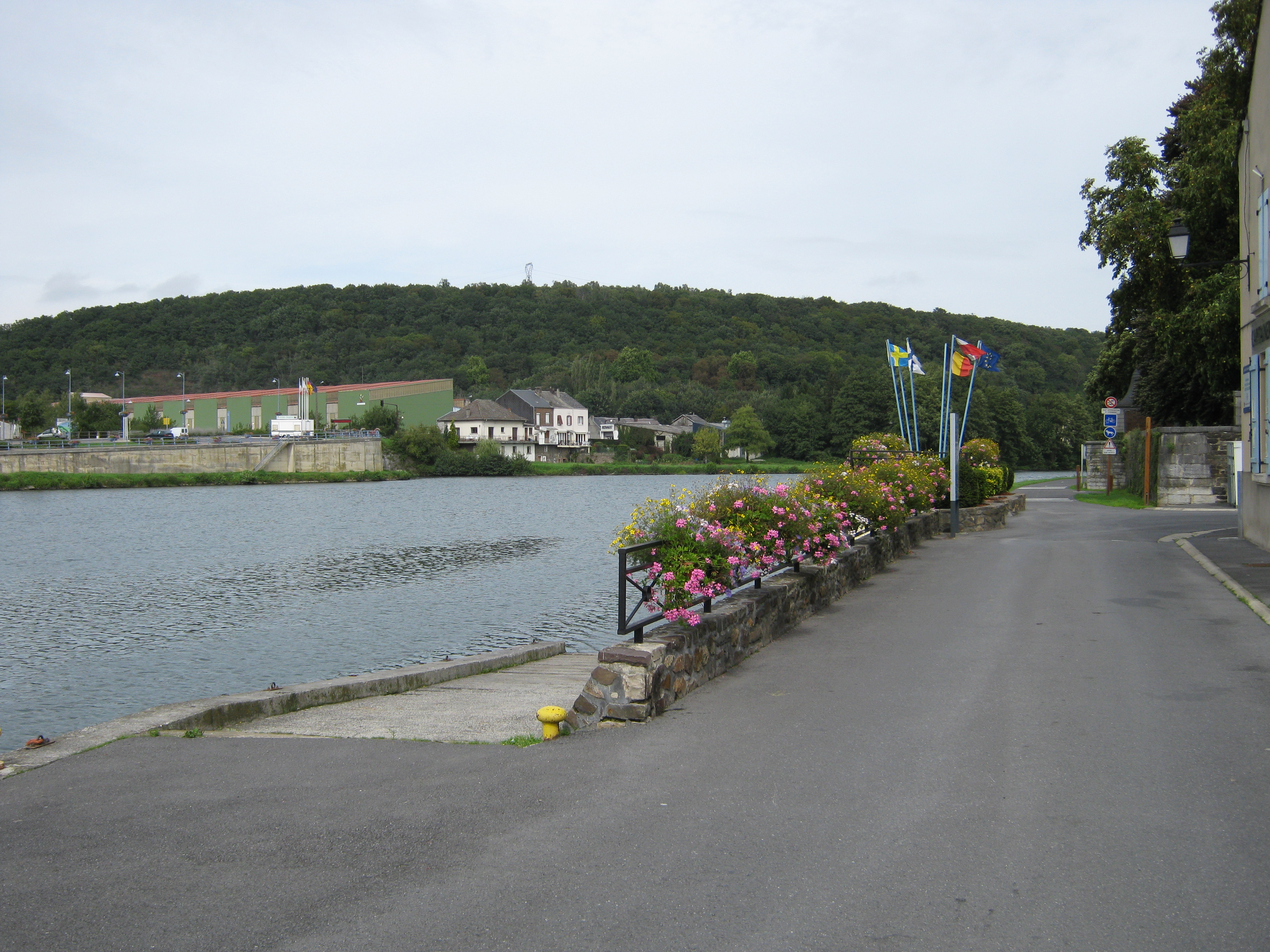
Un quai de la rive droite.

### Haybes
Le village est longé par la voie verte, et celle-ci le traverse seulement sur une assez courte distance. La commune a très bien aménagé les quais, fleuris, propres. Des bancs sont installés face à l'hôtel de ville ainsi que diverses informations touristiques.

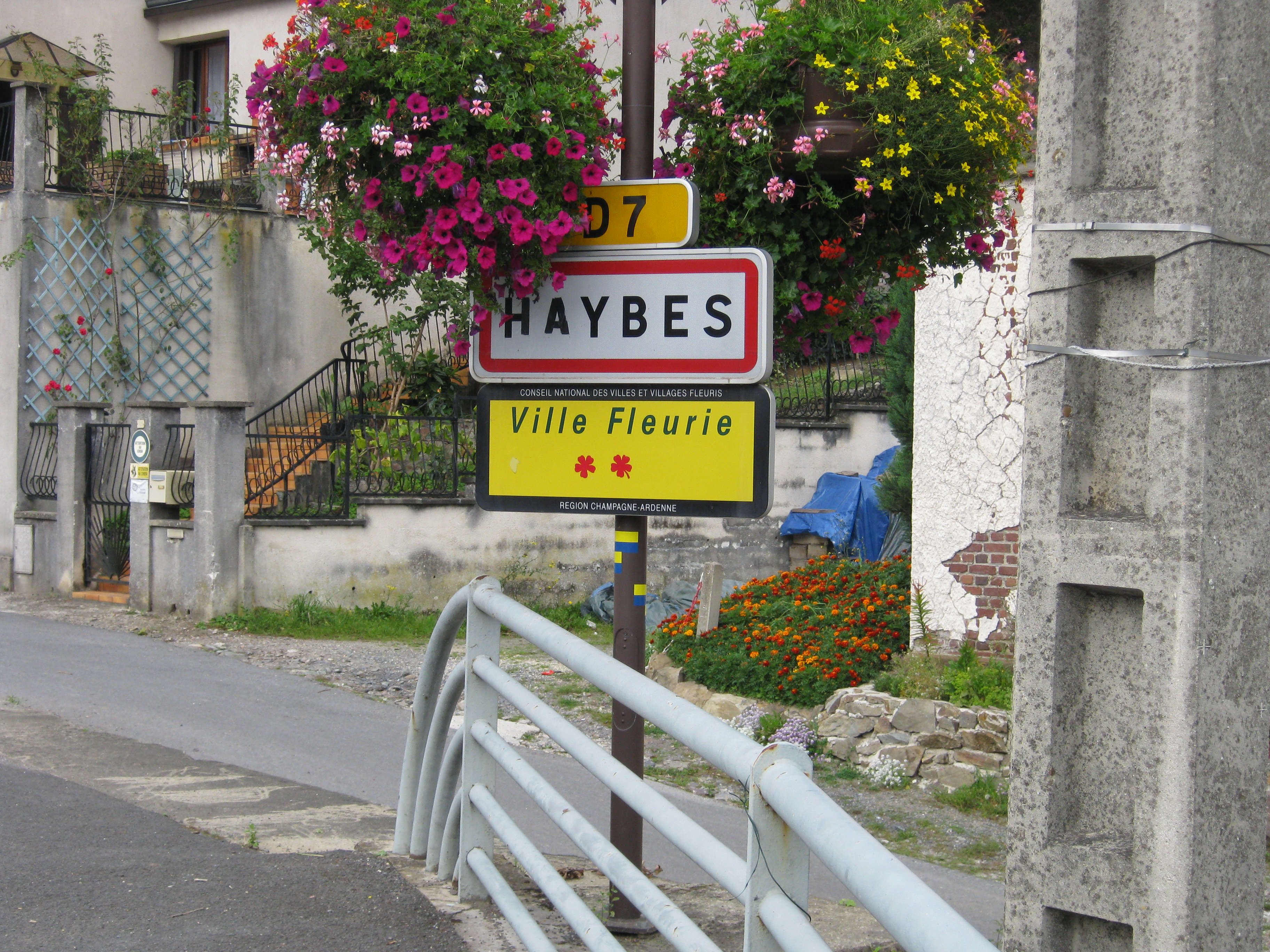
Entrée de Haybes en arrivant de Fumay.
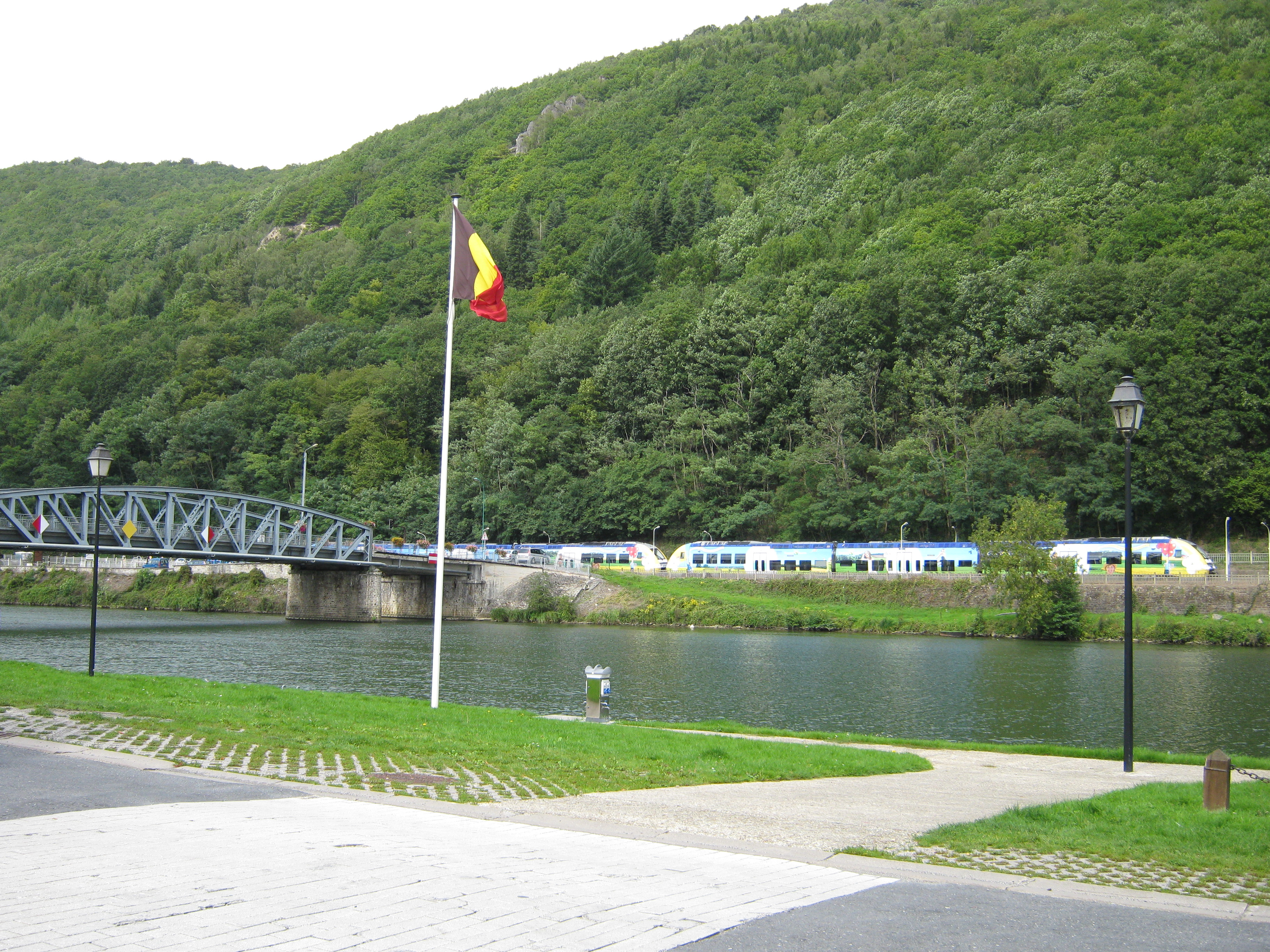
Vue de la halte ferroviaire d'Haybes, au passage d'un TER Champagne-Ardenne.
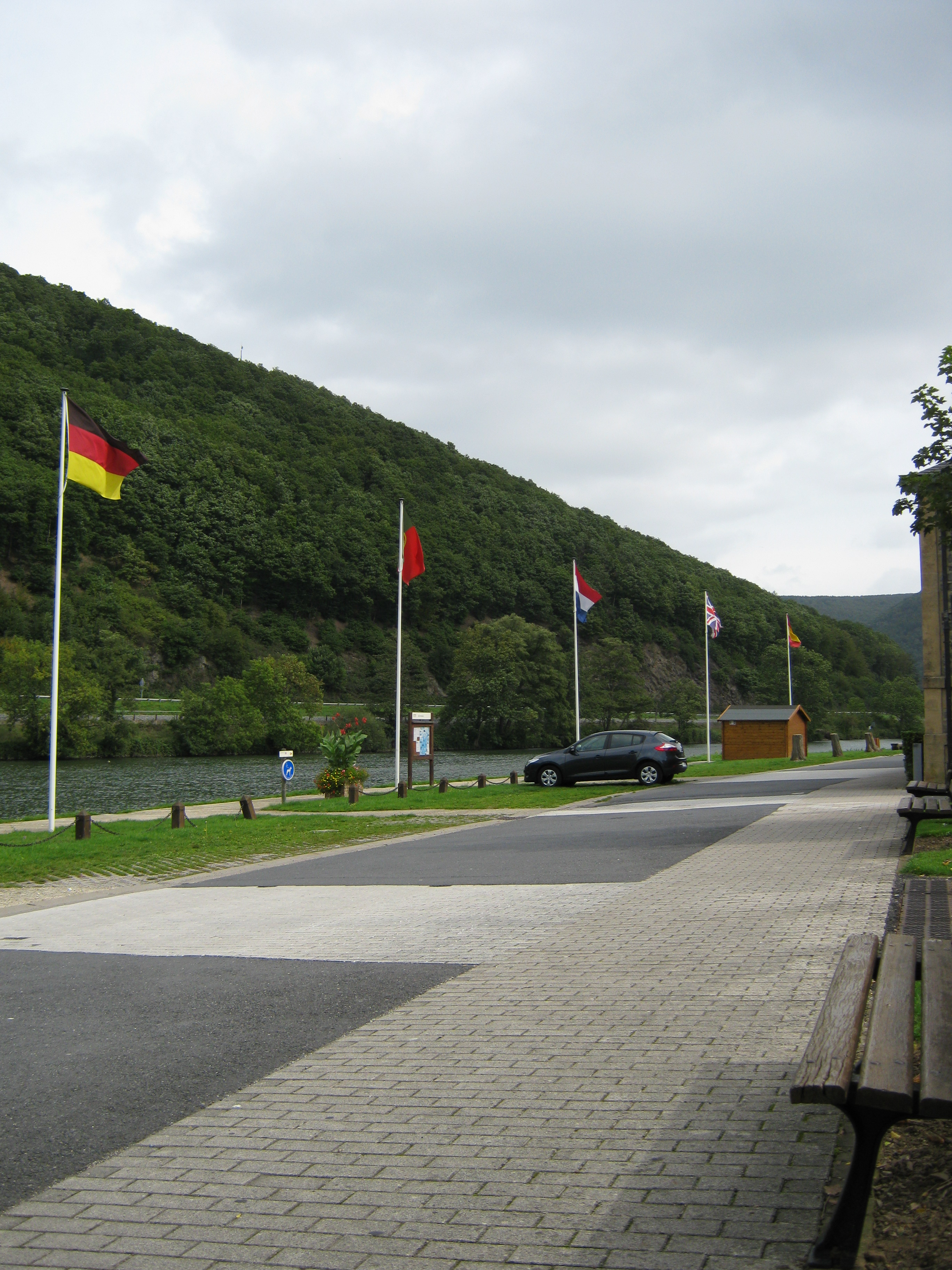
Quai aménagé sur la rive droite.
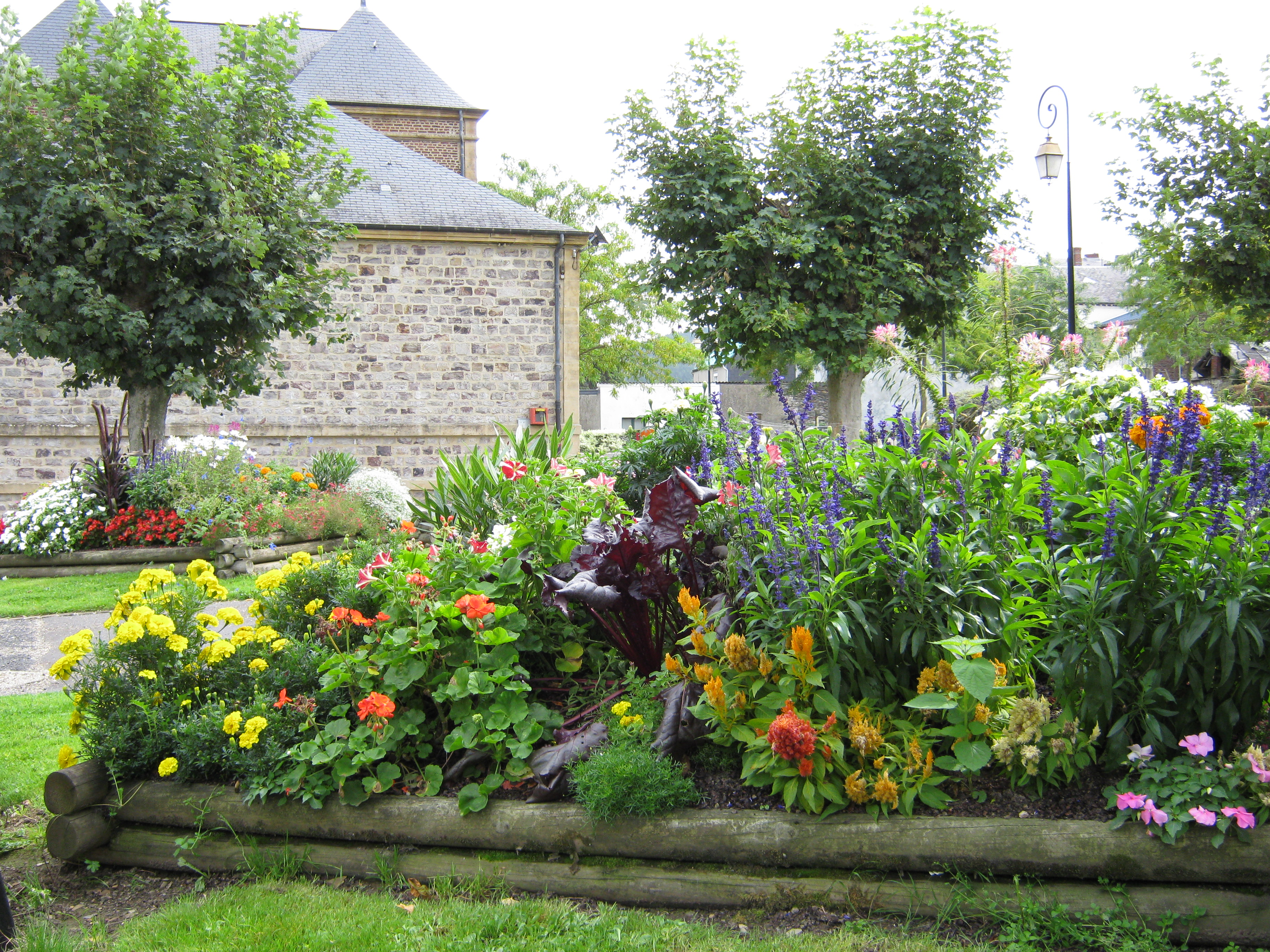
Parterre fleuri devant l'hôtel de ville.

### Fumay
La voie verte contourne le village ardoisier qu'est Fumay, suivant la boucle de la Meuse.

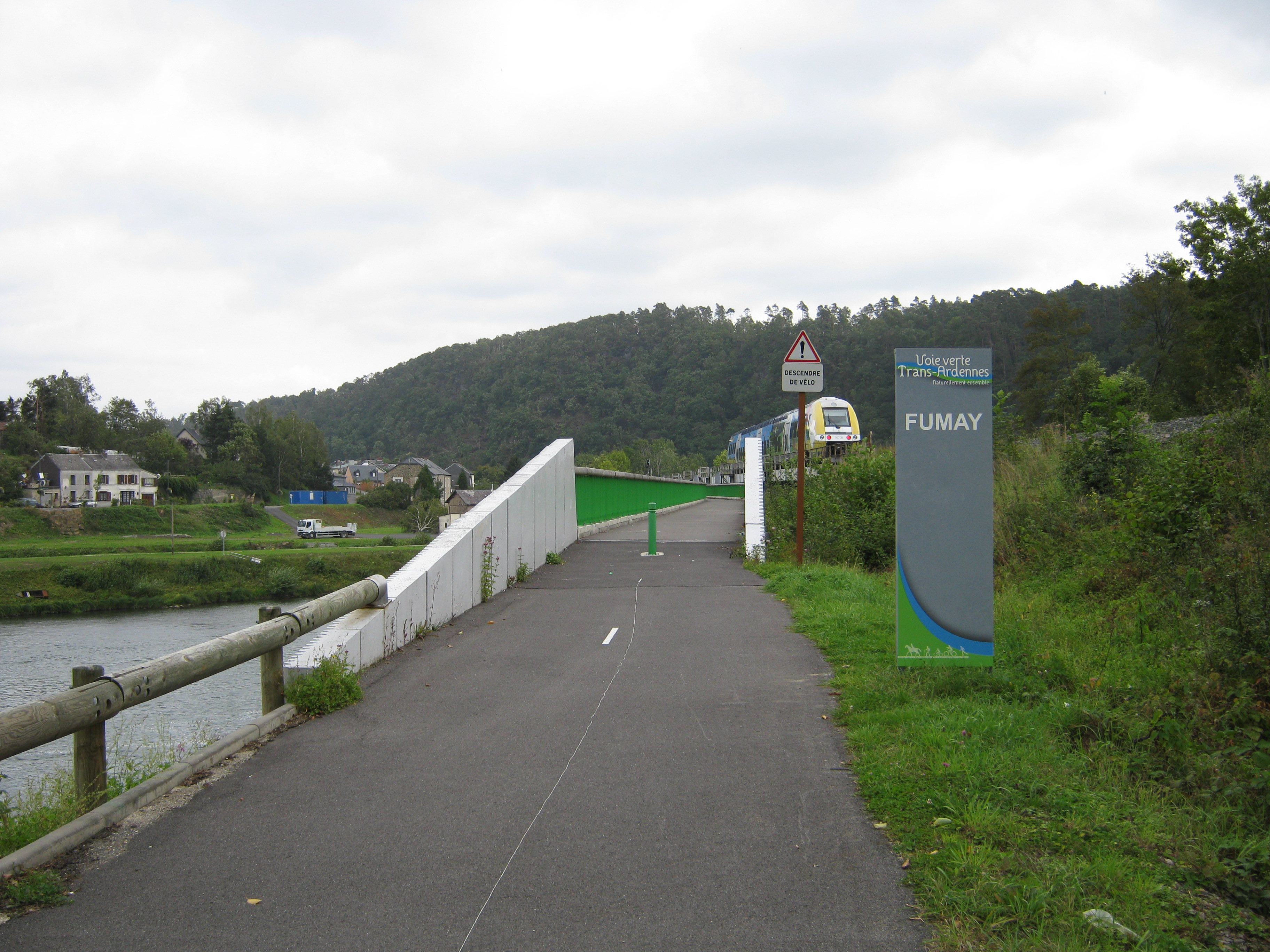
Entrée de Fumay par la voie verte au Sud.
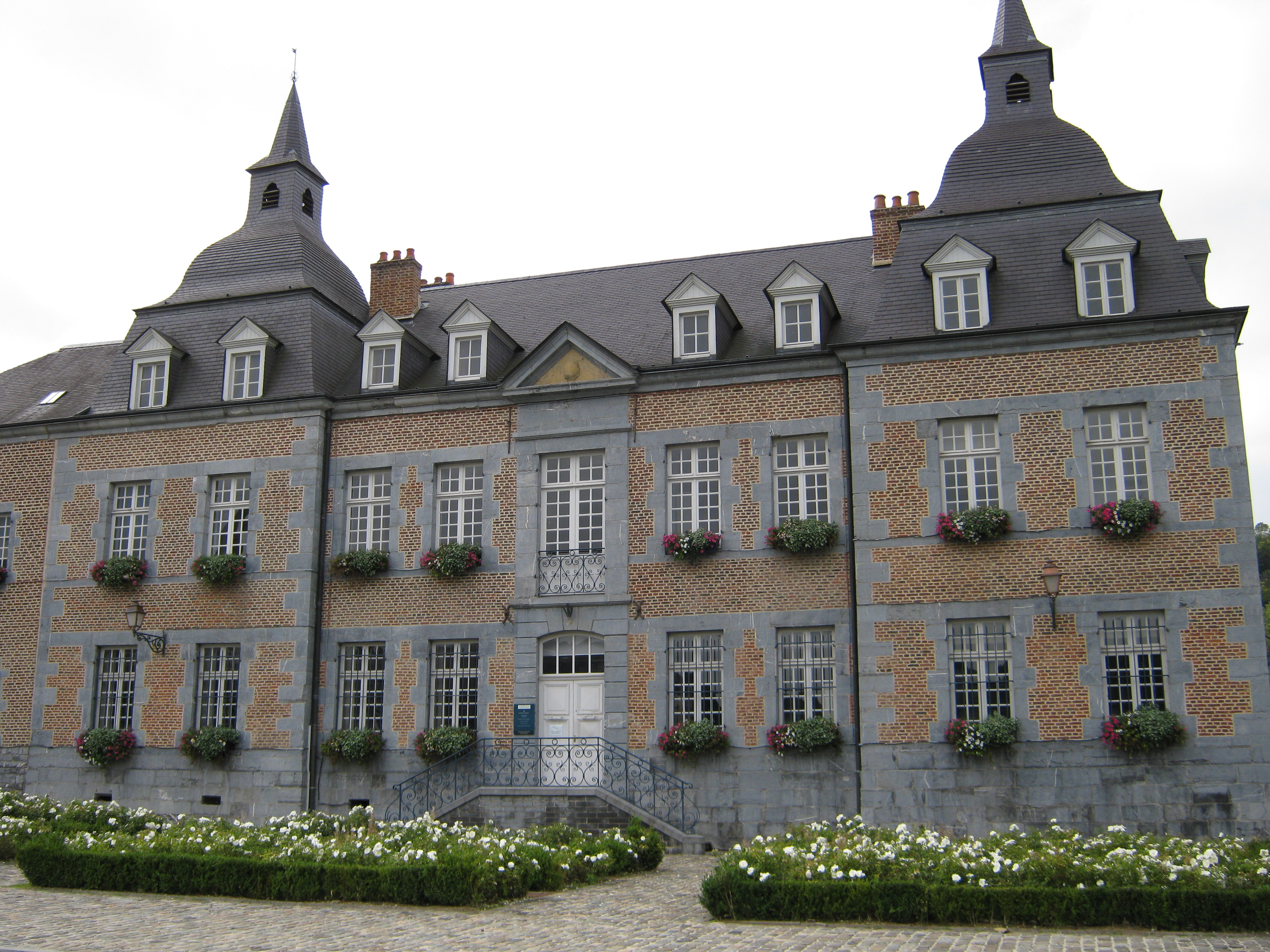
Bâtiment du trésor public.
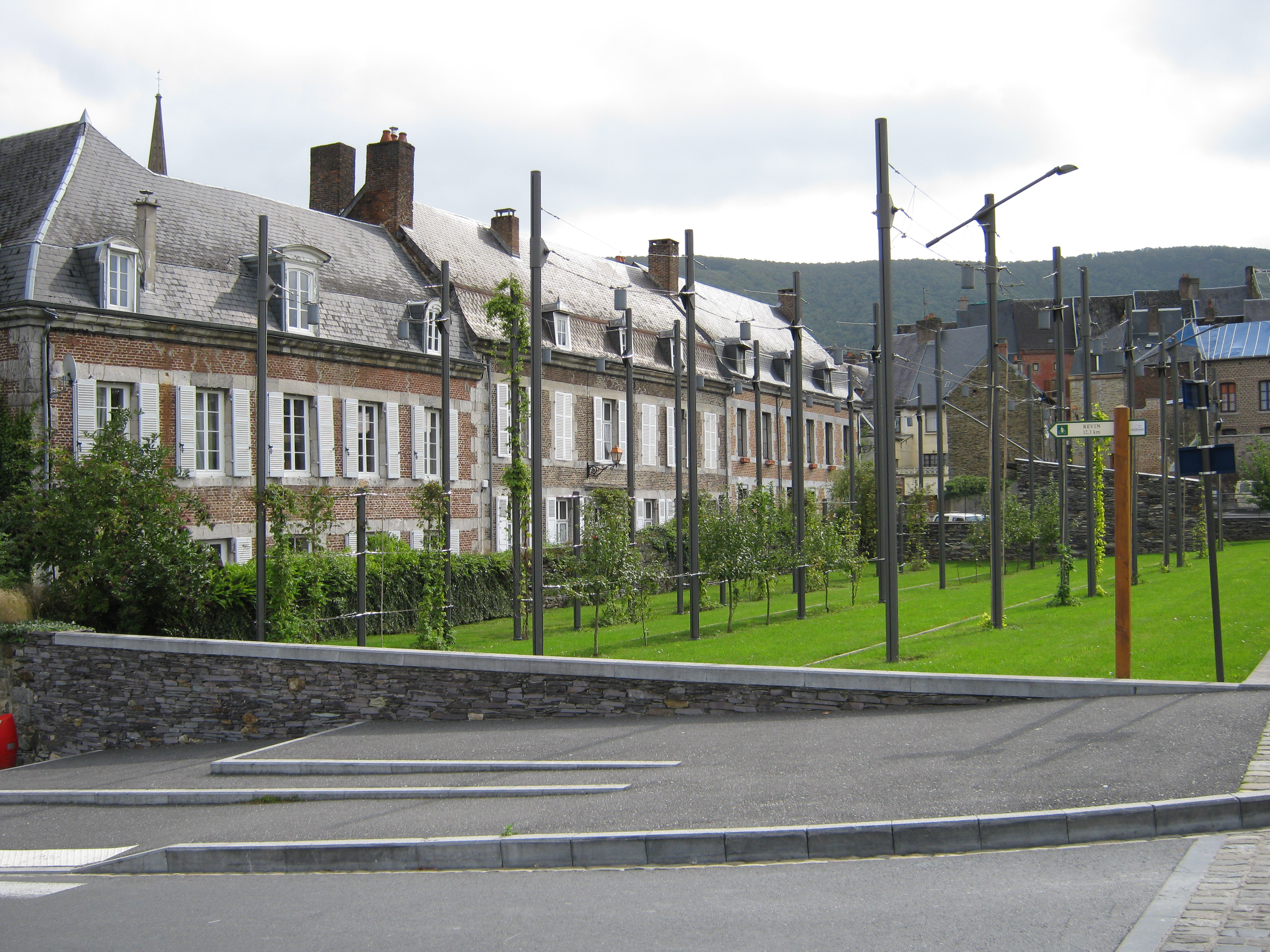
Quai du port au blé.

### Revin
La voie verte ne traverse pas la petite ville de Revin, mais emprunte un tunnel commun au canal de la Meuse, afin d'éviter un trop grand détour. Seul le quartier d'Orzy est réellement traversé.

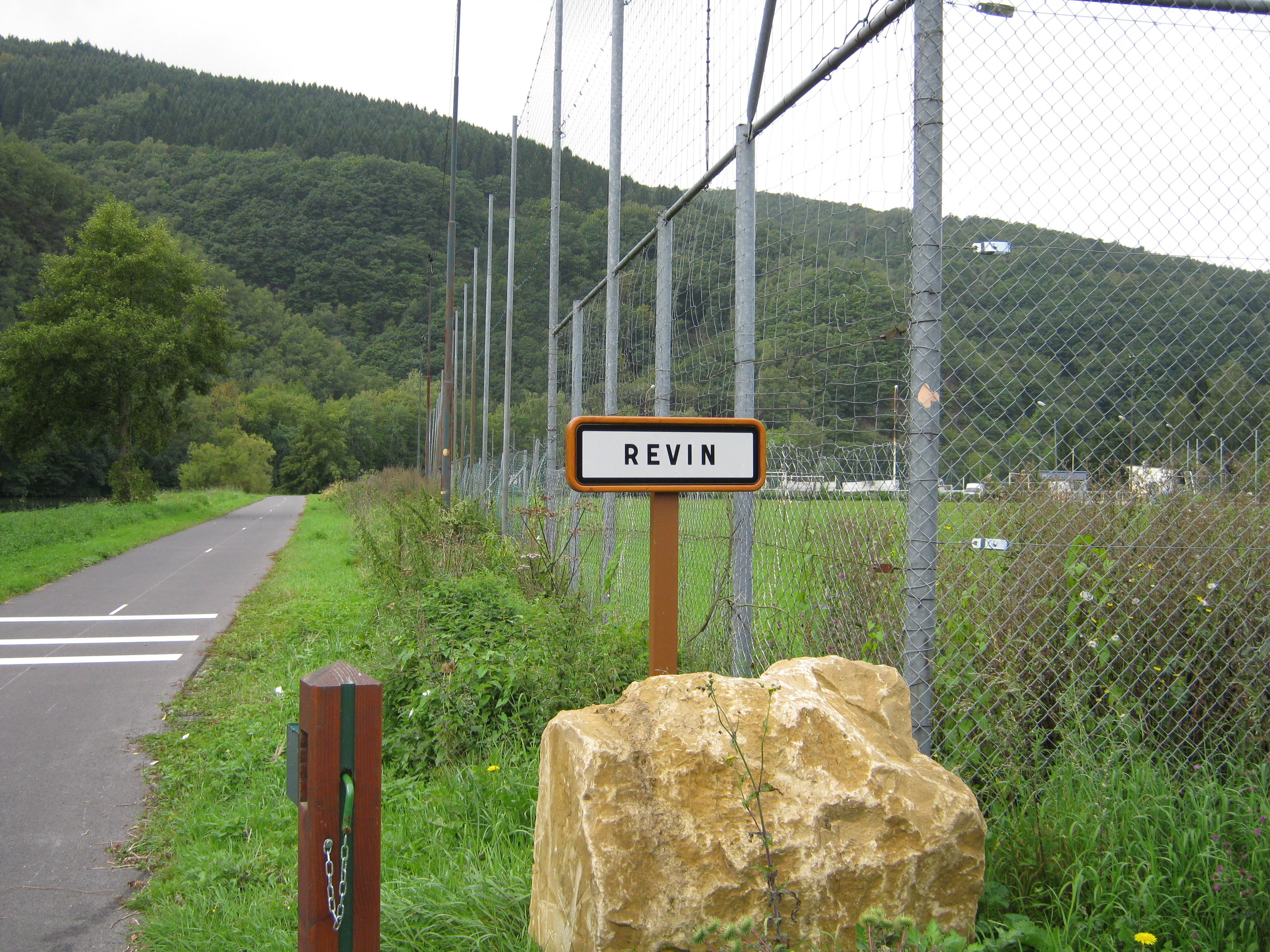
Entrée de Revin (Orzy).
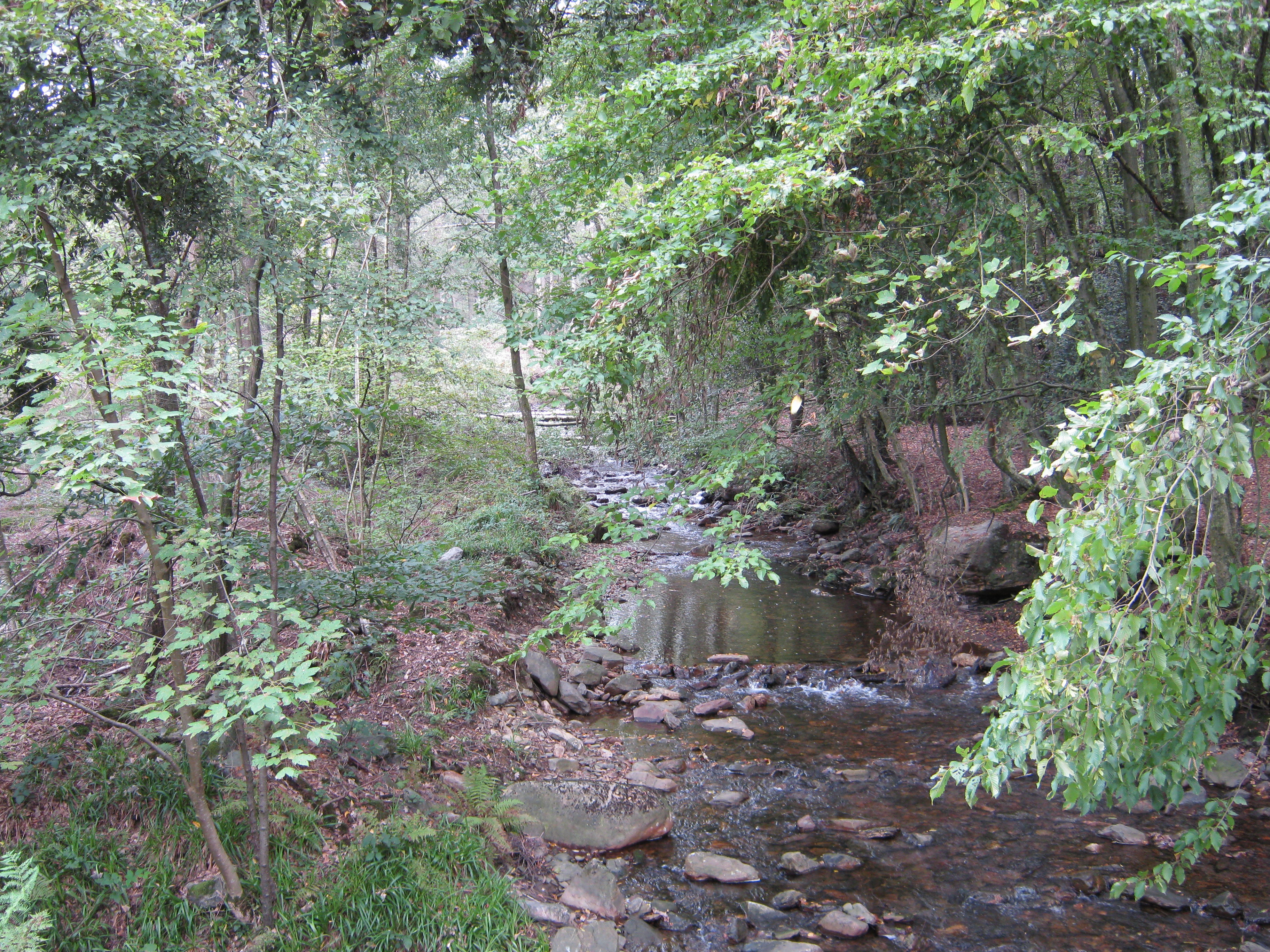
Entre Revin et Fumay, passage au-dessus d'une rivière.

### Anchamps
La voie verte passe à hauteur d'Anchamps, qui se trouve sur l'autre rive.

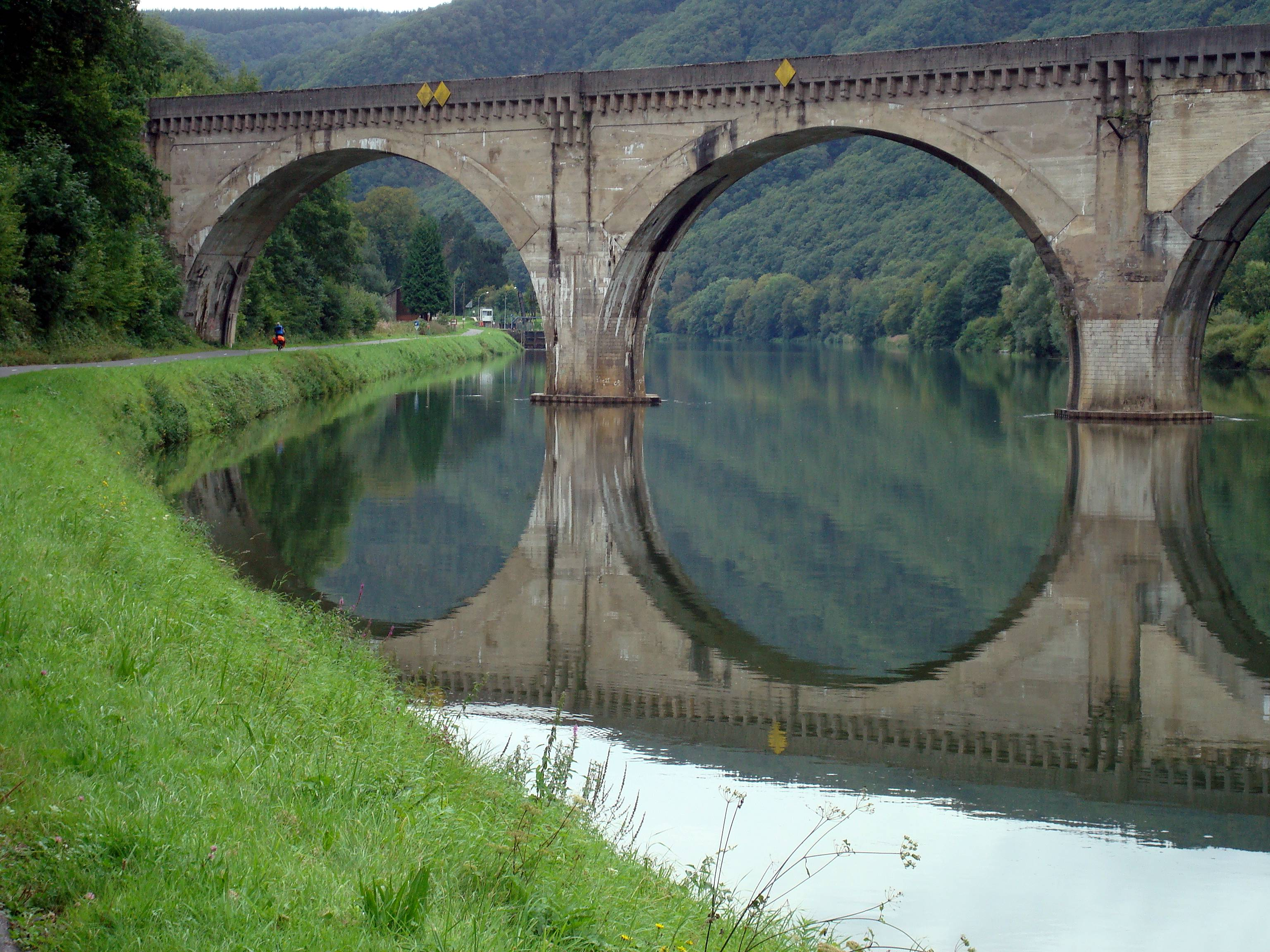
Au niveau d'Anchamps, la voie ferrée traverse la Meuse.

### Monthermé
À Monthermé, la voie verte change de rive.

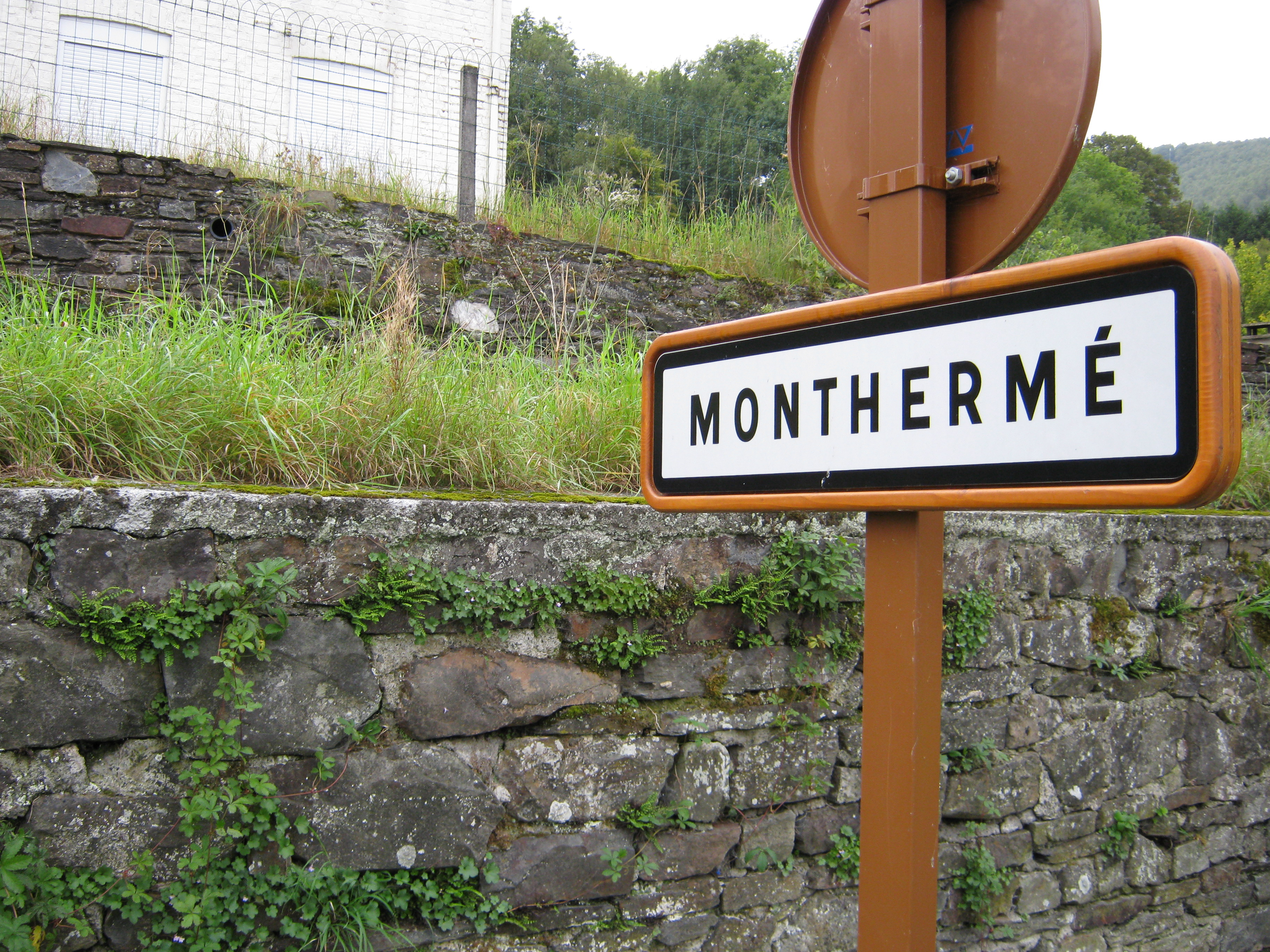
Entrée de Monthermé.
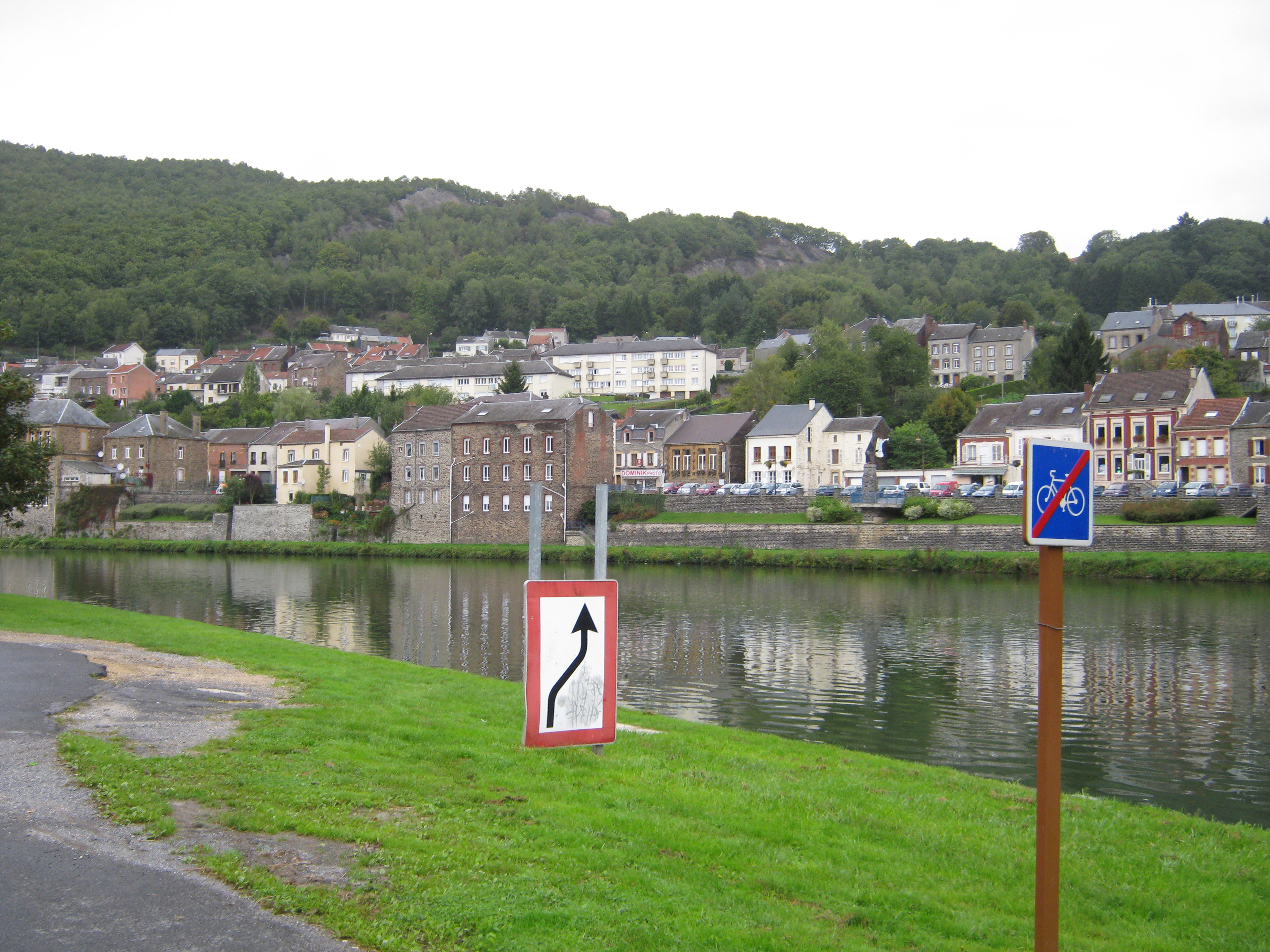
Vue du village.

### Bogny-sur-Meuse
La voie verte traverse les quartiers de Château-Regnault et de Braux. On peut observer les roches des Quatre fils Aymon dans les hauteurs de Bogny-sur-Meuse.

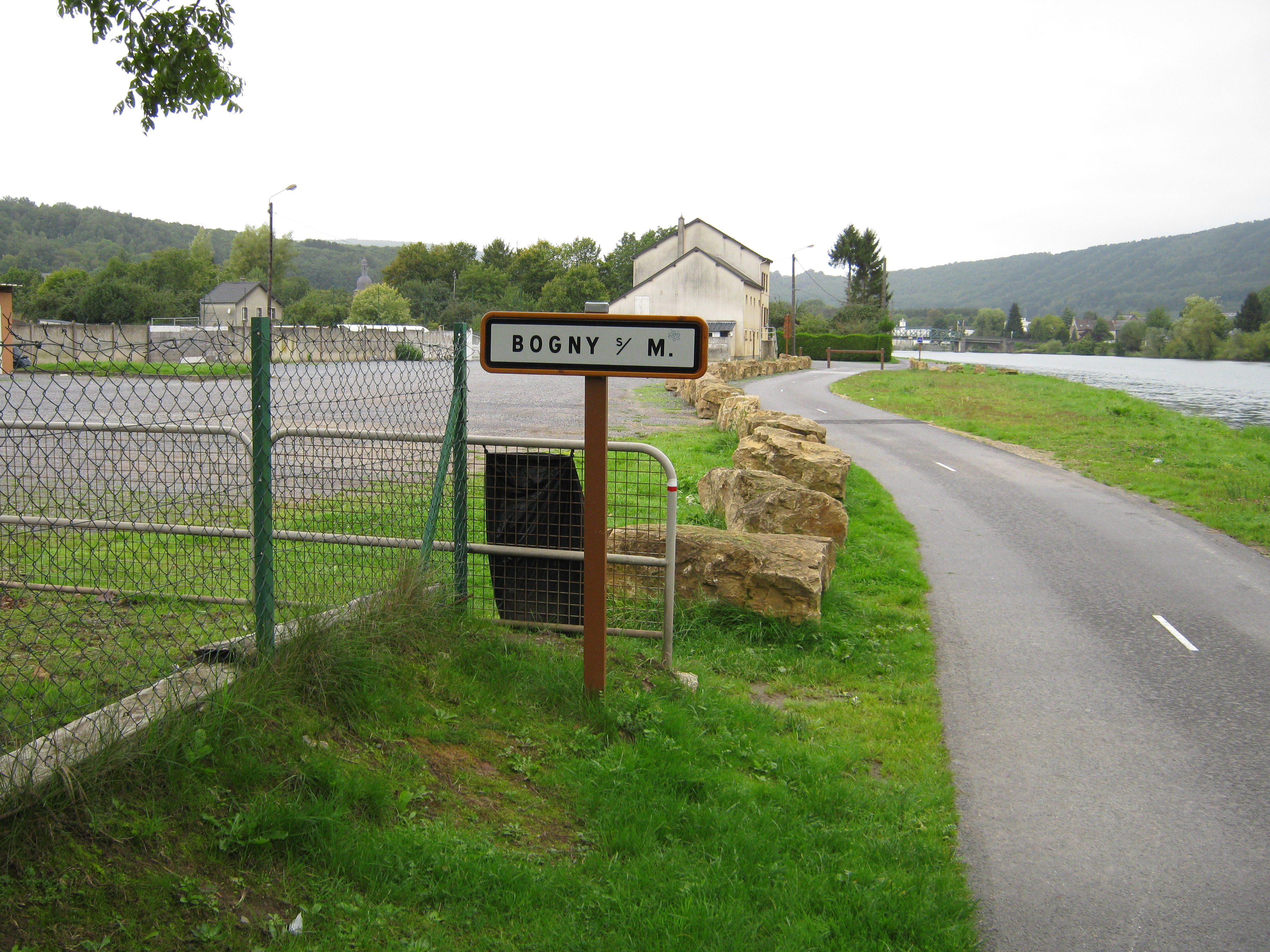
Entrée de Bogny-sur-Meuse par la voie verte.
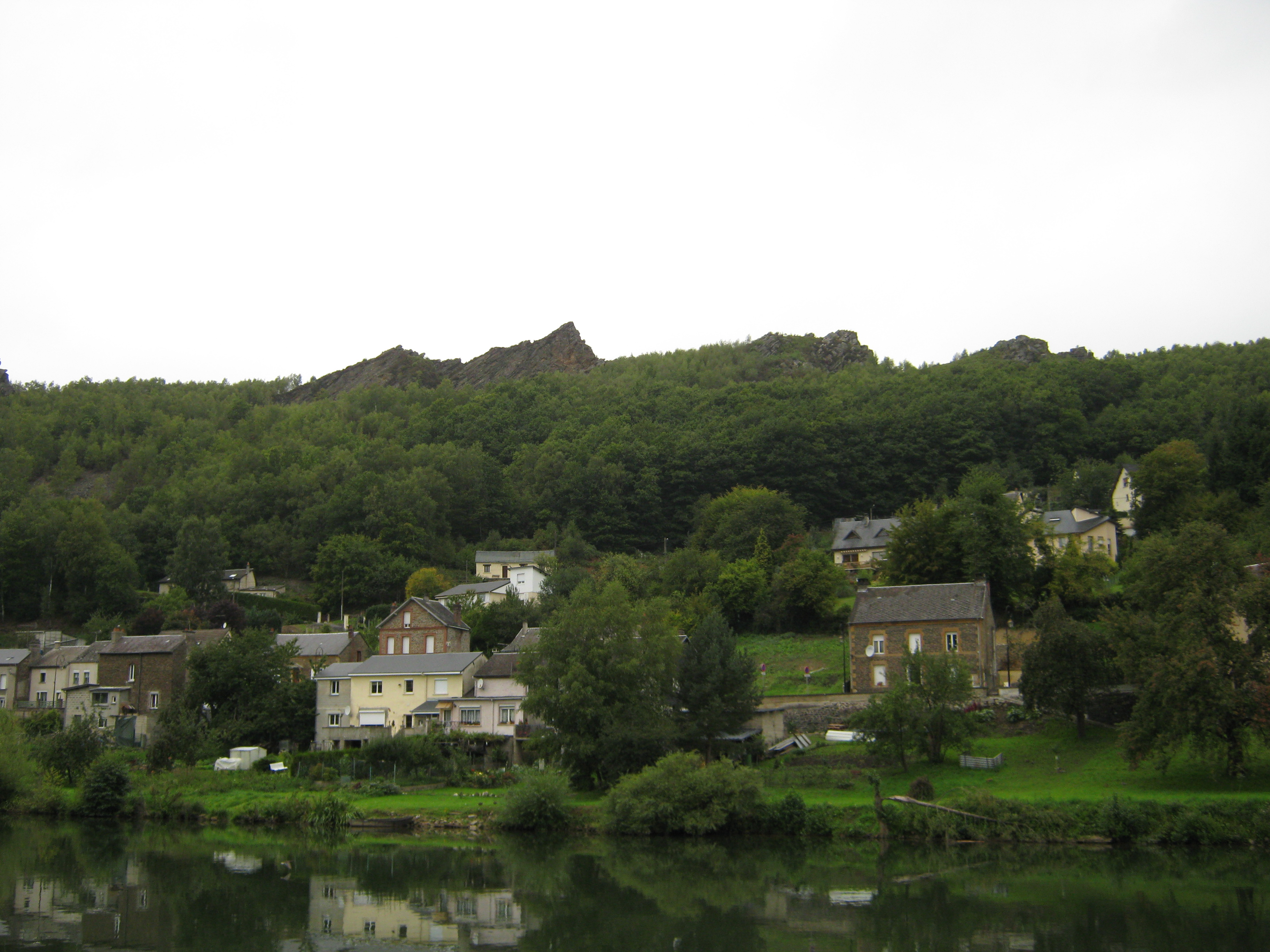
Les quatre fils Aymon.
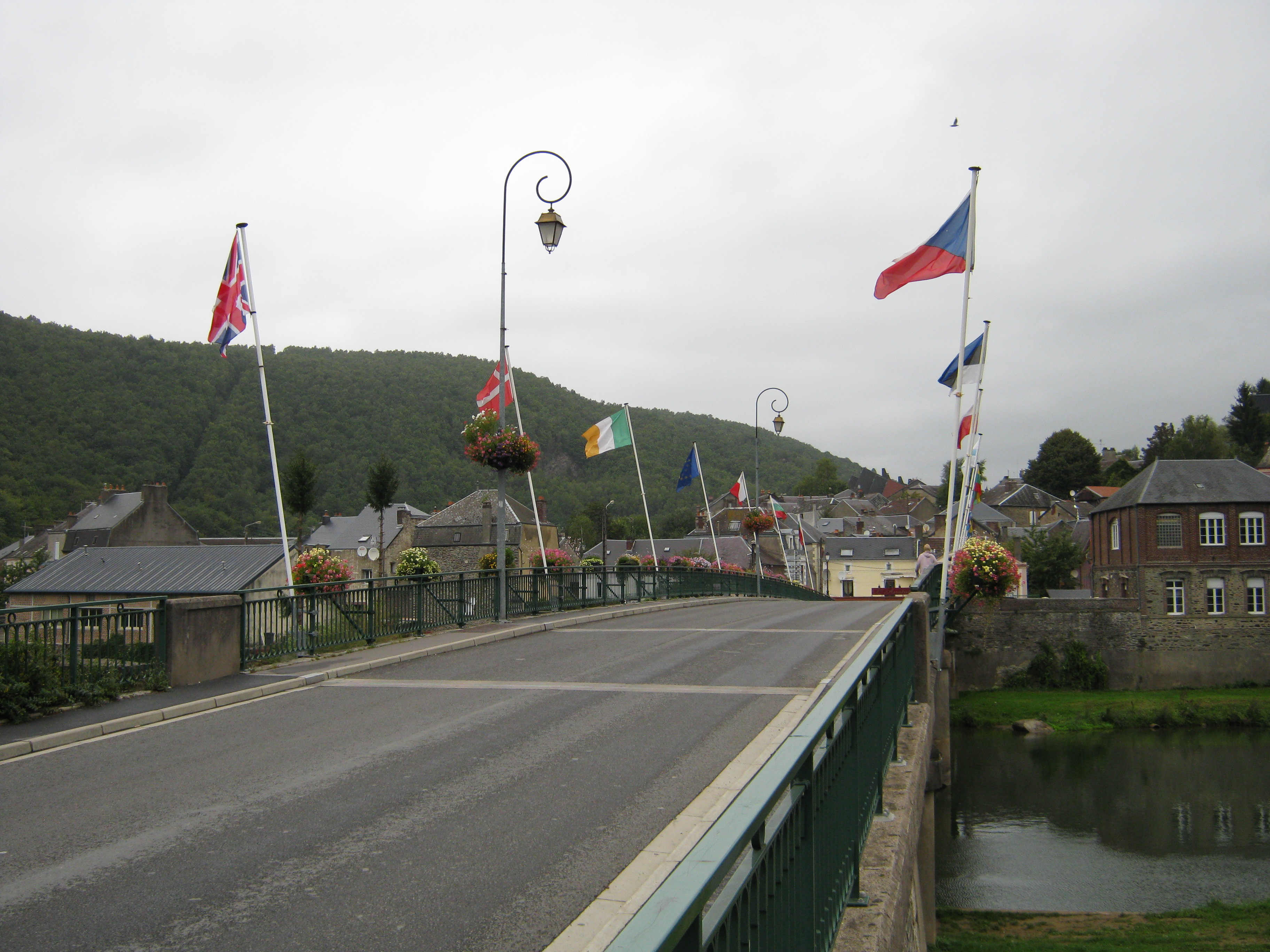
Le pont de Château-Regnault.

### Joigny-sur-Meuse
En fait, Joigny-sur-Meuse n'est pas vraiment traversé par la voie verte Trans-Ardennes. Seule l'écluse à côté de laquelle le chemin de halage passe appartient à la commune.

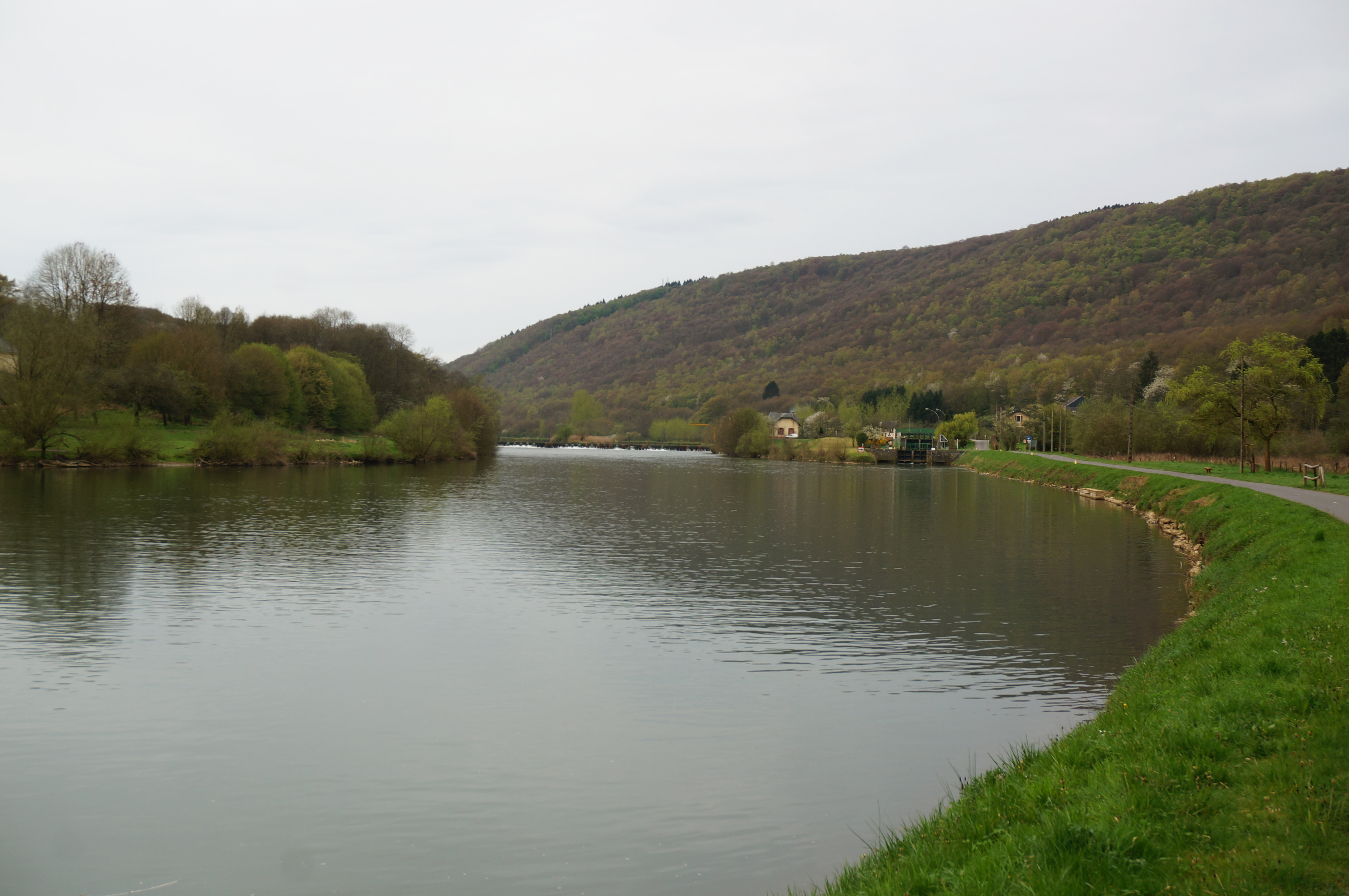
Un barrage au fil de la Meuse.
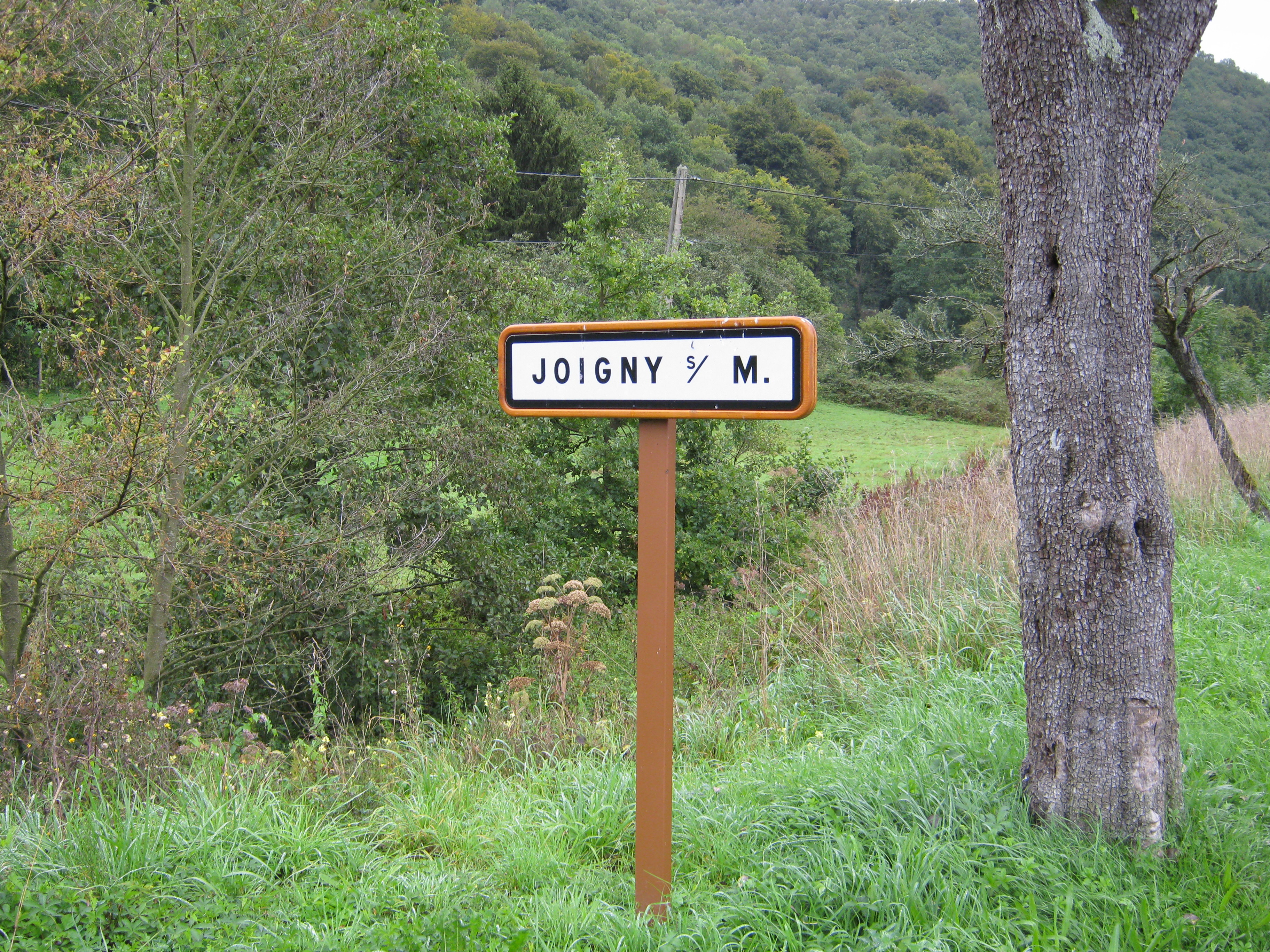
Entrée de Joigny-sur-Meuse par la voie verte.
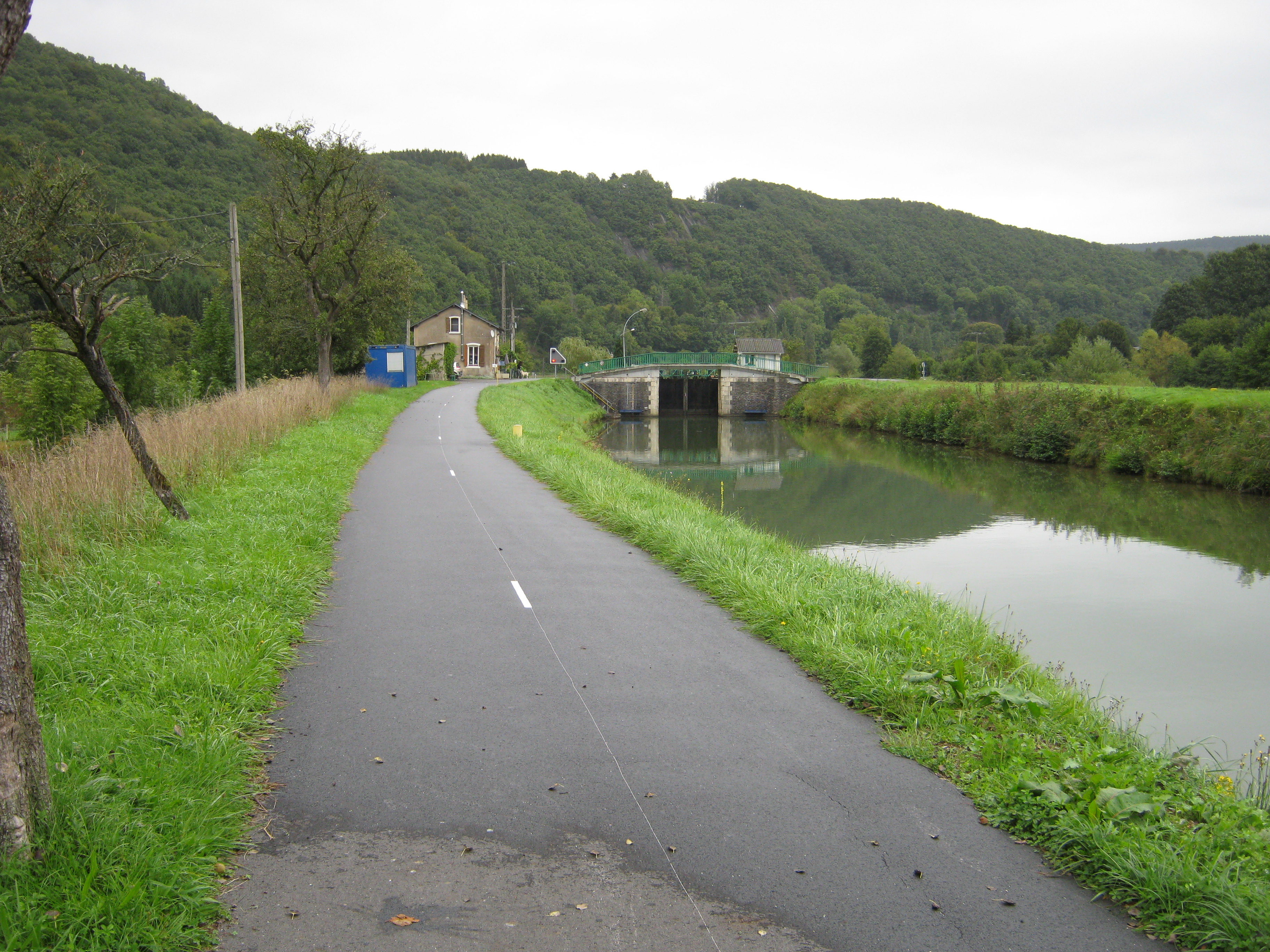
Une écluse.
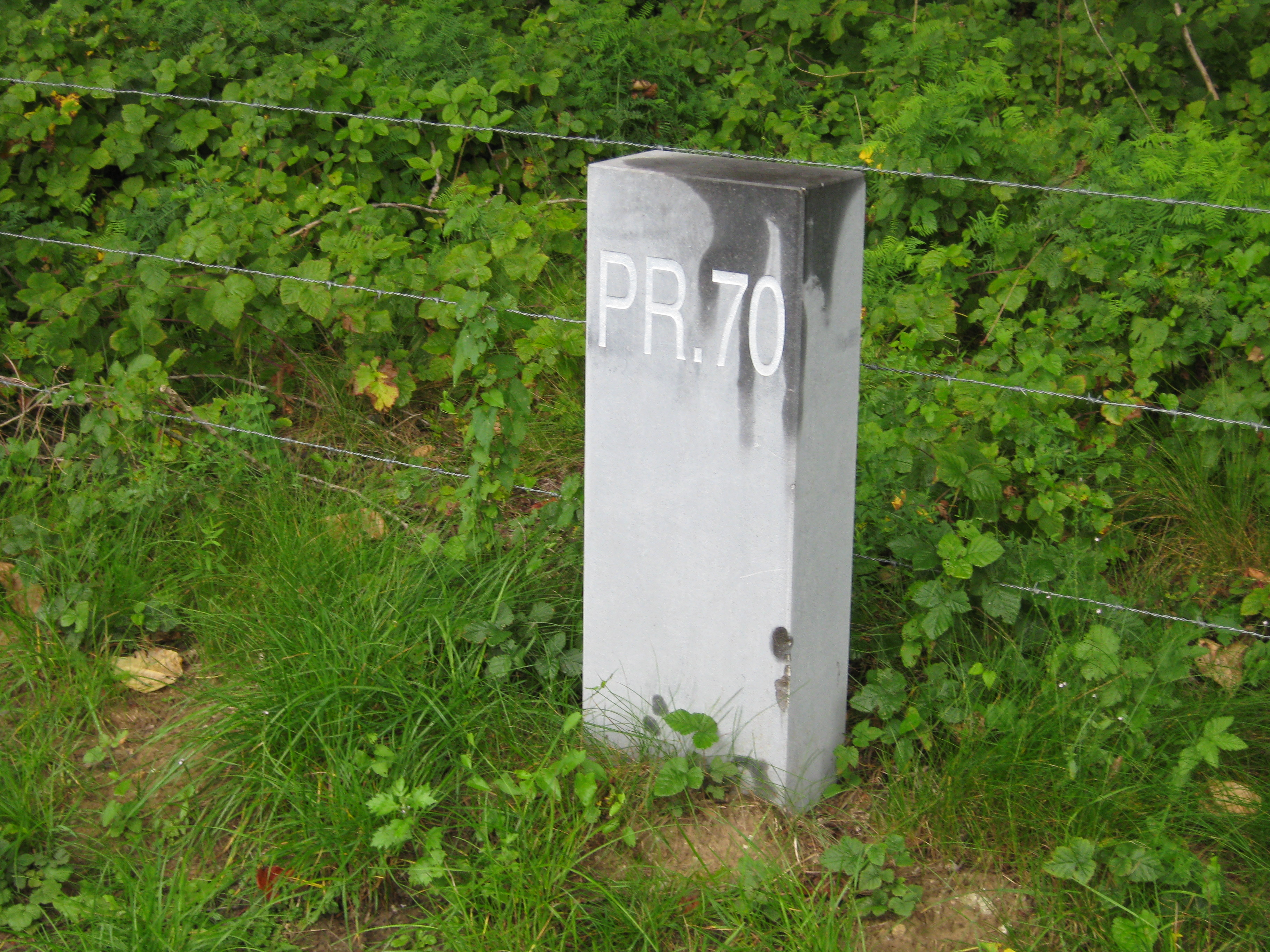
Borne indiquant 70 kilomètres déjà parcourus depuis Givet.

### Nouzonville
Nouzonville était le "terminus" de la voie verte jusqu'en 2008. Sur les berges de ce village se trouvent de nombreuses usines désaffectées. Les anciennes usines Thomé-Génot (dont la démolition est prévue après 2022) et le « musée du Vieux-Nouzonville » ou « musée de la forge »  témoignent du passé industriel de la vallée.

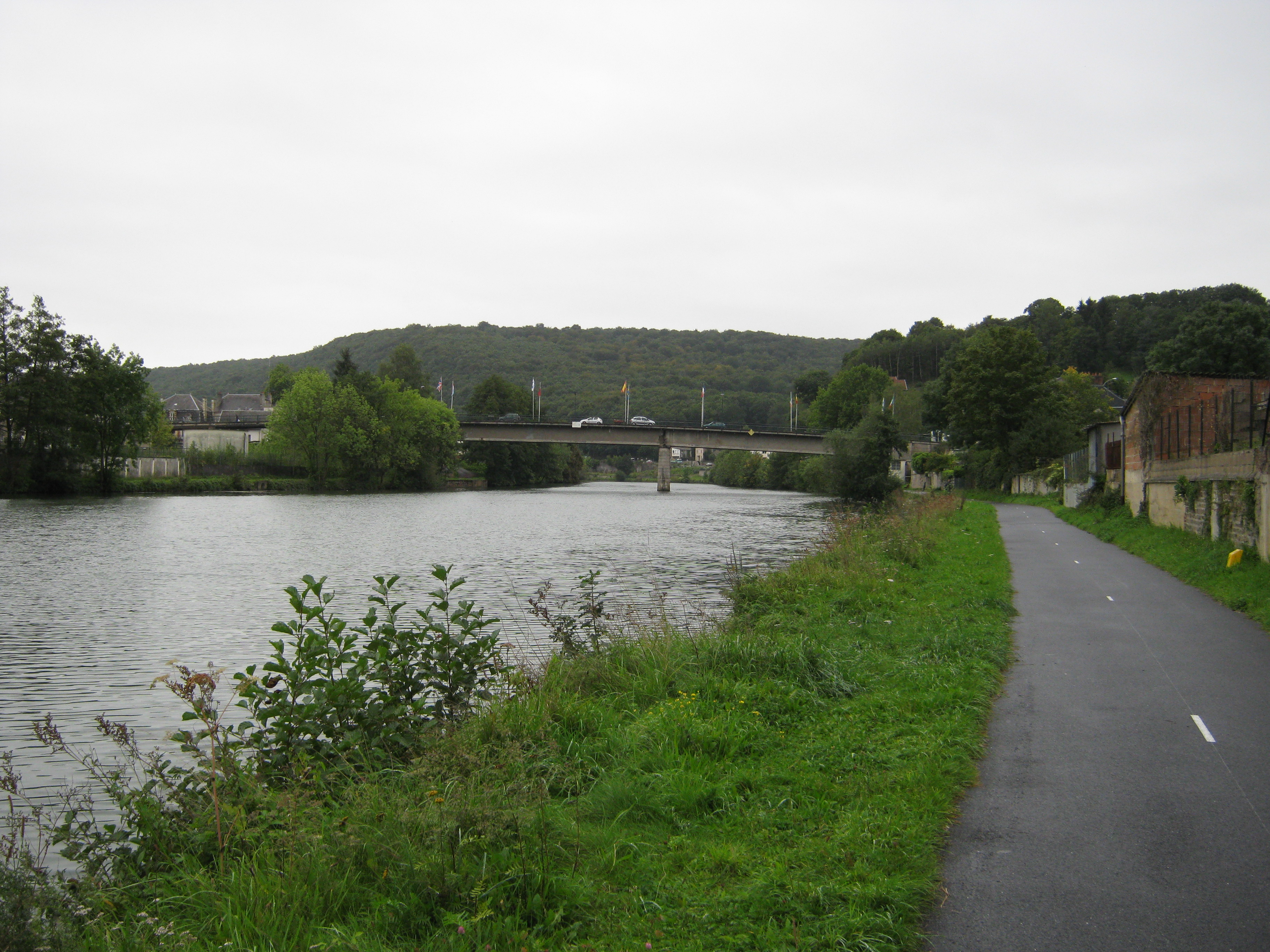
Vue de Nouzonville.

### Montcy-Notre-Dame
Montcy-Notre-Dame était le point d'arrivée de la Voie verte Trans-Ardennes (ou le point de départ) jusqu'en 2016. La voie verte, qui passe aux pieds du village rejoint ensuite Charleville-Mézières en empruntant le pont.

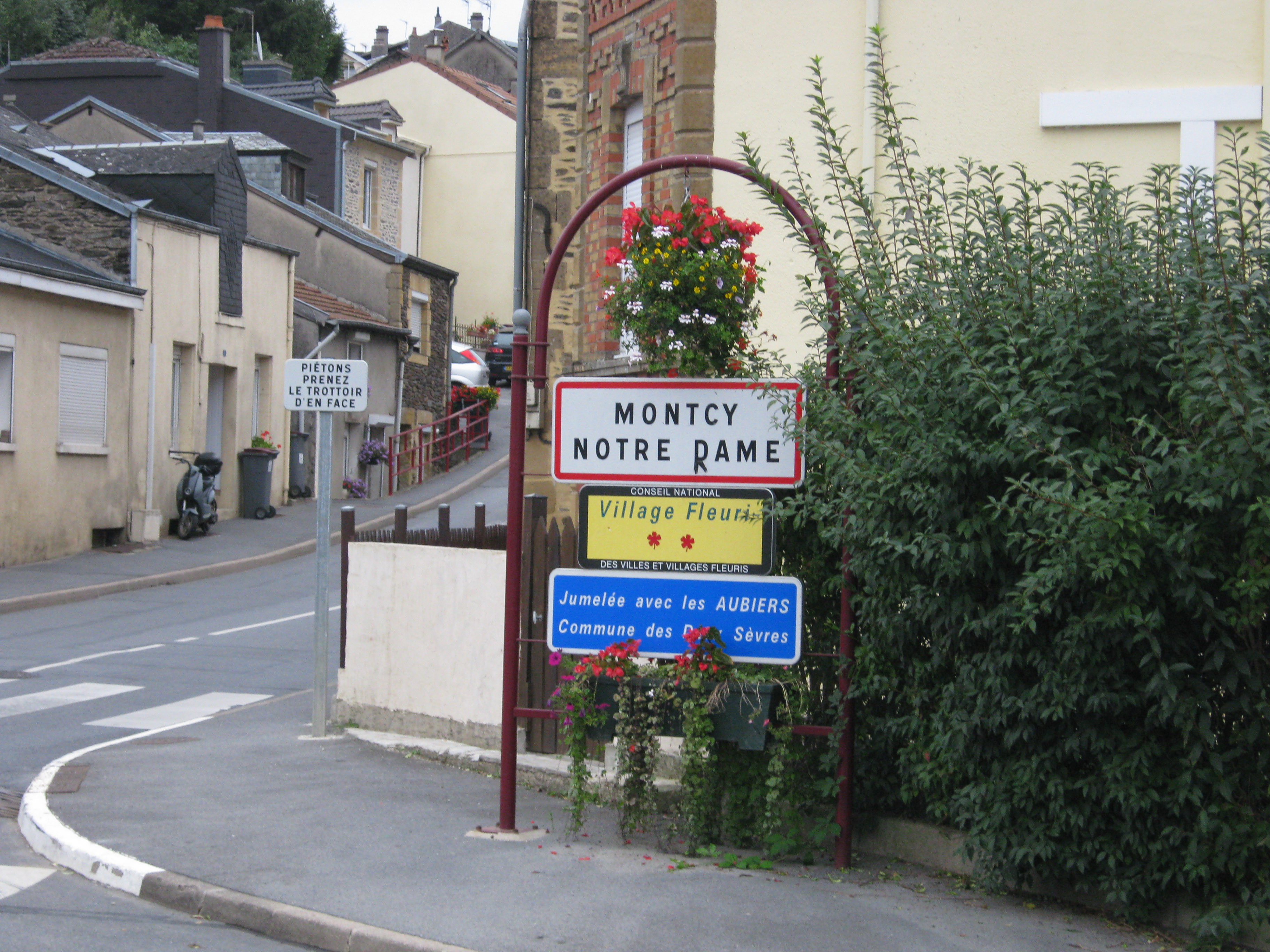
Panneau du village.
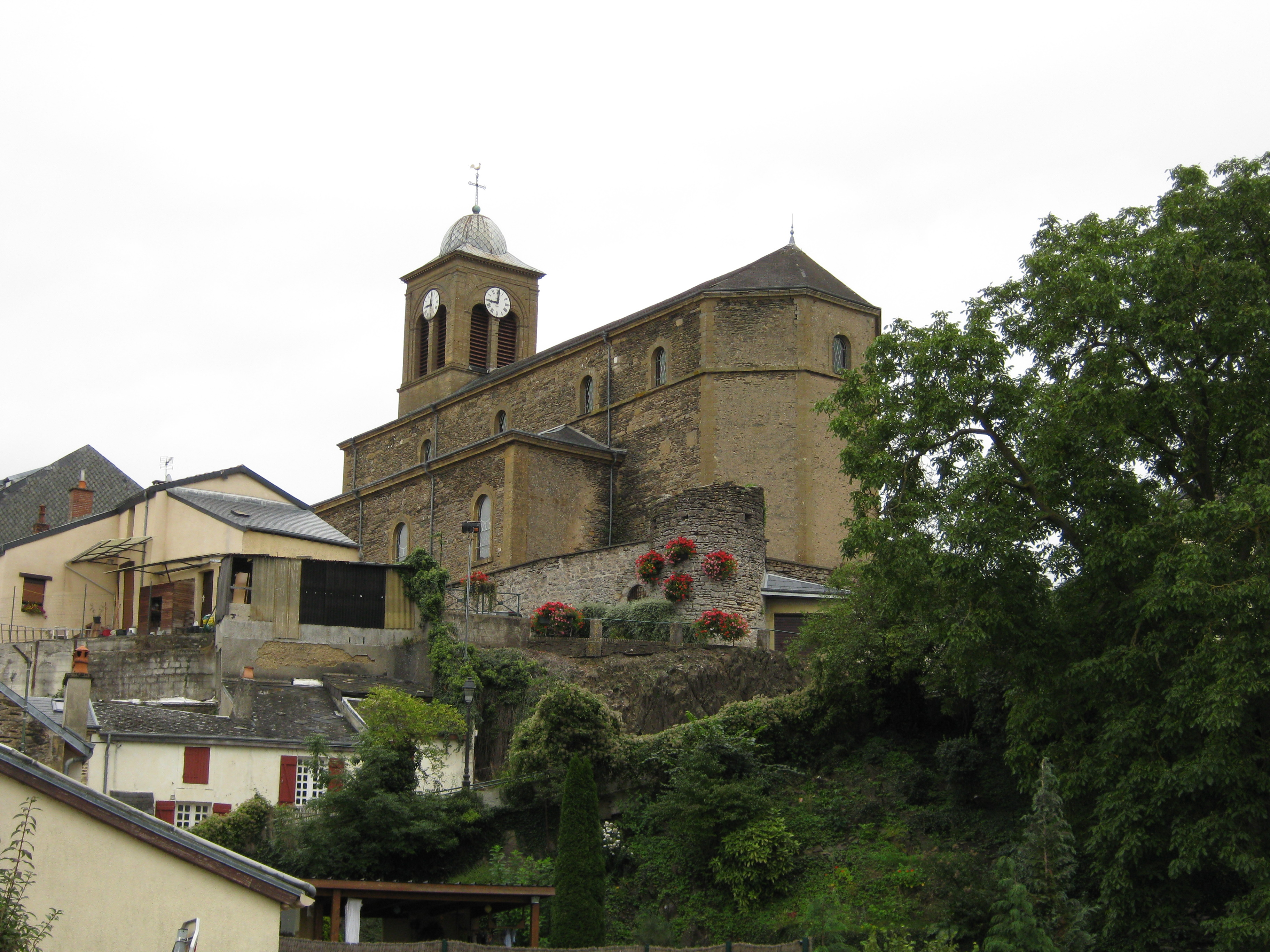
L'église.
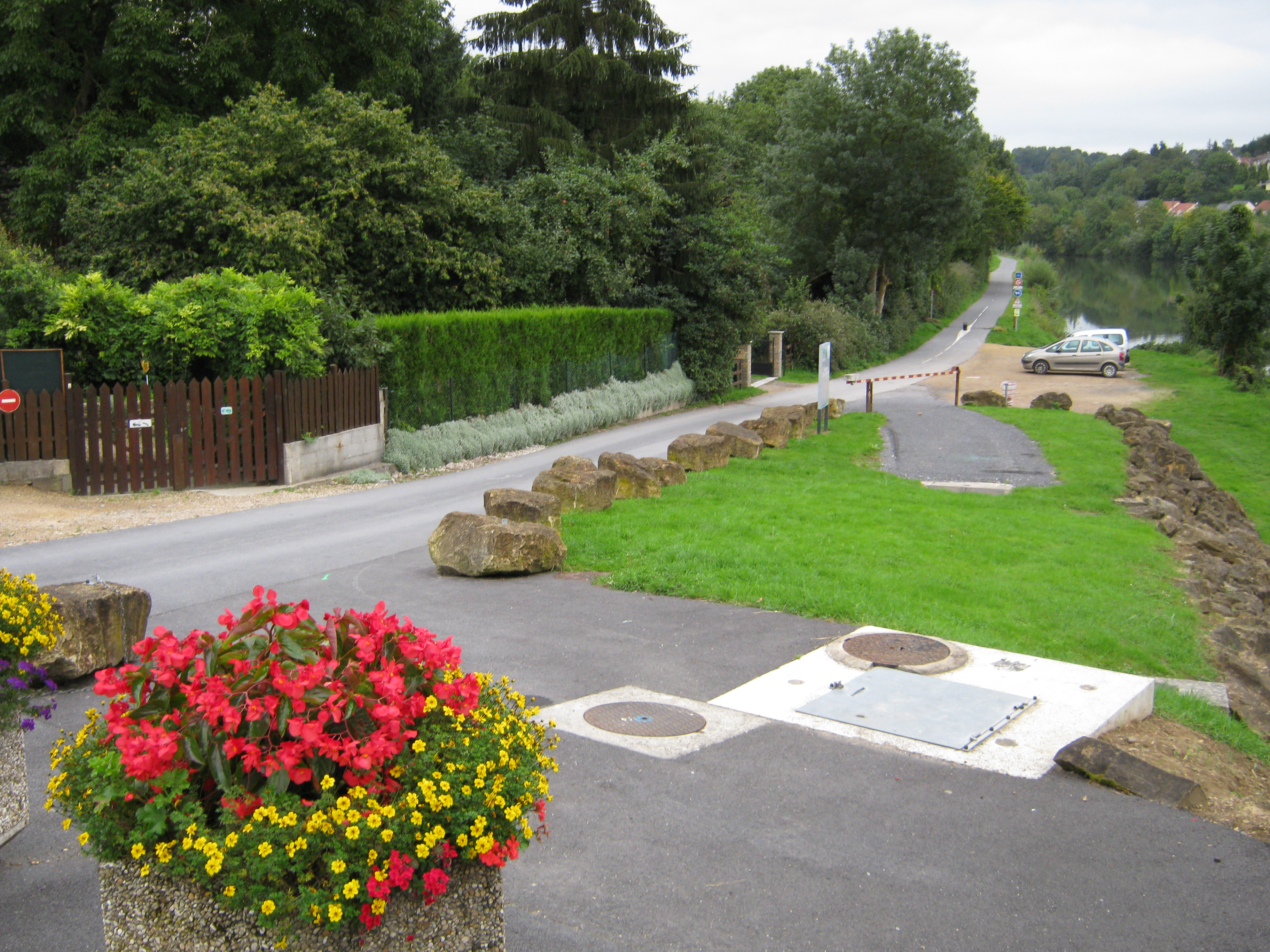
Le départ de la voie verte.

### Charleville-Mézières
On peut gagner le centre de Charleville par un passage le long d'un pont ferroviaire se prolongeant par une voie verte jusqu'au musée Rimbaud à proximité de la place Ducale.
Pour prolonger le parcours en direction de Sedan, la voie verte quitte pour un instant La Meuse en coupant le méandre et ainsi suit une dérivation canalisée en contrebas d'un tronçon préservé des anciennes fortifications de Mézières  autour de la porte de Bourgogne classée Monument historique. Après l'écluse, il est possible de traverser le canal en empruntant le pont pour découvrir la préfecture du département des Ardennes, riche d'histoire et d'architecture.

### Lumes
La voie verte longe les voies d'une ancienne importante gare de triage sur la ligne Valenciennes-Thionville qui reliait les charbonnages du Nord-Pas-de-Calais aux mines de fer et à la sidérurgie lorraines.

### Flize
La voie verte passe sur l'autre rive par un ancien pont ferroviaire (desserte industrielle) puis devant un château, site d'un combat meurtrier du 10 novembre 1918 (veille de l'Armistice).

### Nouvion-sur-Meuse
La gare de Nouvion desservie par TER de la ligne Sedan-Charleville-Reims est située de l'autre côté du pont sur la Meuse.

### Pont-à-Bar
La voie traverse le canal des Ardennes à son confluent avec la Meuse. La création d'une voie verte le long de ce canal est programmée par le département. Cette voie verte desservira Vouziers par un embranchement (canal de Vouziers), Rethel et se prolongera jusqu'à limite du département de la Marne.

### Sedan
Le centre ville et le château-fort qui le surplombe sont situés sur l'autre rive à 1 kilomètre de la voie verte.

### Remilly-Aillicourt
Remilly-Aillicourt est le terminus provisoire jusqu'en 2018 ainsi que le point de départ de la Voie Verte de l'Ennemane.

### Mouzon
Depuis 2018, Mouzon est le terminus amont de la Voie verte Trans-Ardennes.